# Japán költők, írók listája
Ez a lista a japán írók és költők névsora műfaji megjelöléssel és évszámokkal ellátva:
| Ábécé szerinti tartalomjegyzék                                        |
| --------------------------------------------------------------------- |
| A B C Cs D E F G Gy H I J K L M N Ny O P Q R S Sz T Ty U V W X Y Z Zs |

Jelmagyarázat:  költő;  író;   drámaíró;  tudományos író;  vallási író

## A

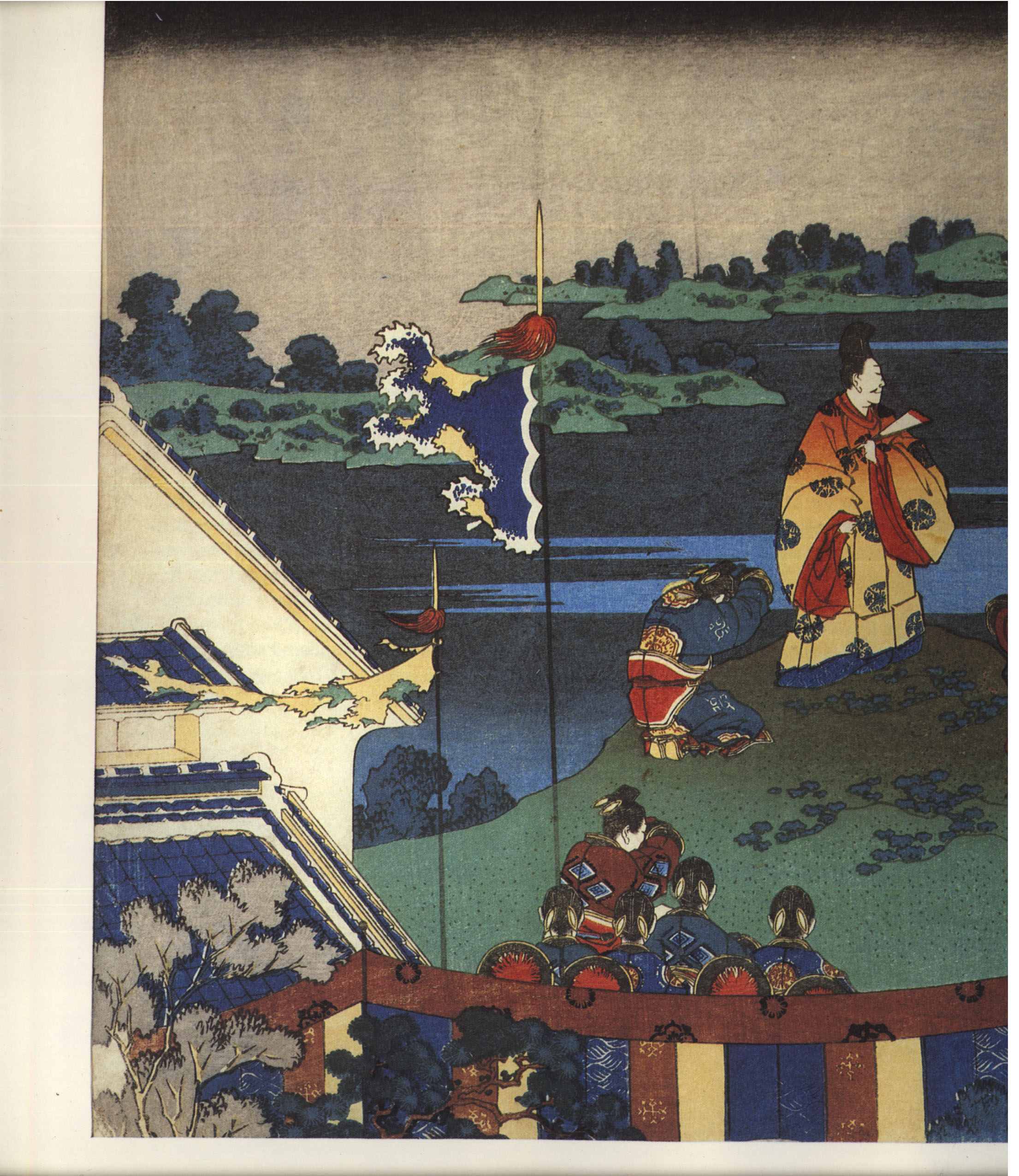
Abe no Nakamaro (701–770)
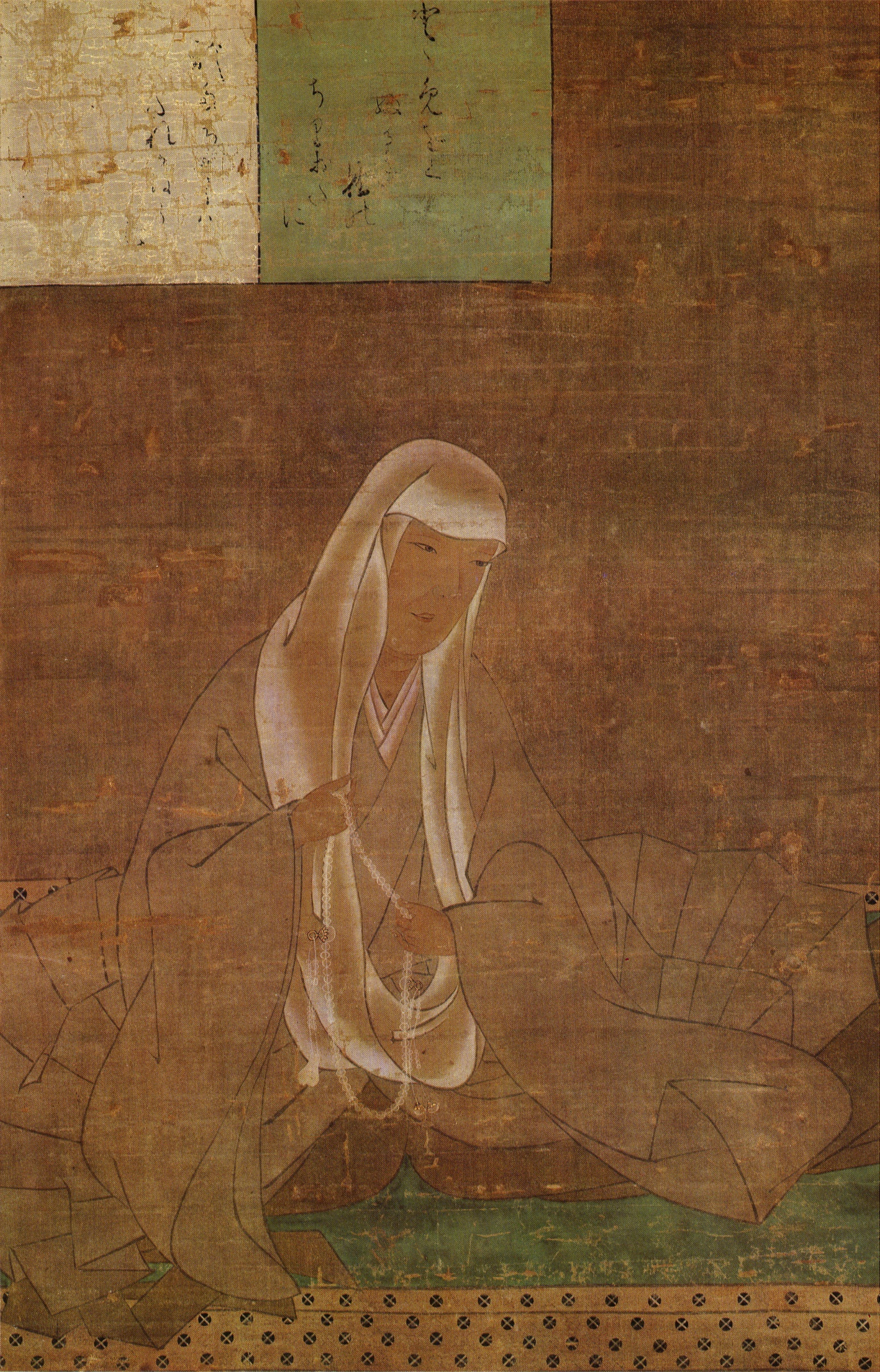
Abucu-ni (1222–1283)
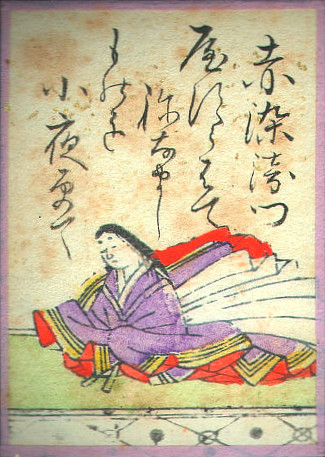
Akazome Emon (956–1041)
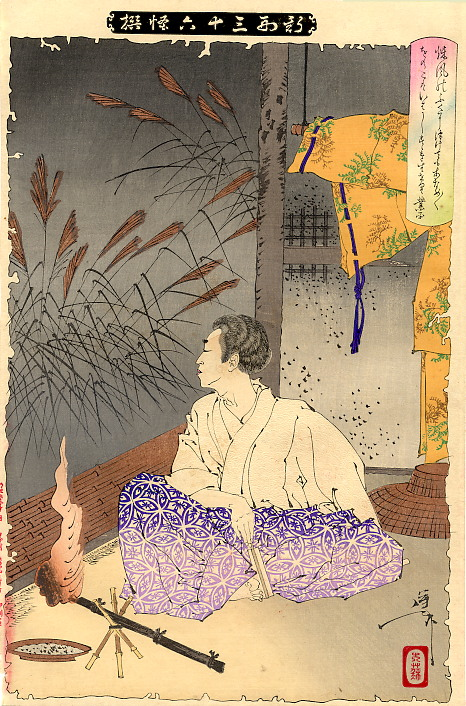
Arivara no Narihira (825–880)

Továbbá:
- Abe Kóbó (1924–1993)
- Anno Micumasza (* 1926) , gyermekkönyv-illusztrátor
- Arakida Moritake (1473–1549)

## B
- Ben no Naisi (13. század)

## C
- Cuboucsi Sójó (1859–1935)
- Cusima Júko (1947–2016)

## CS

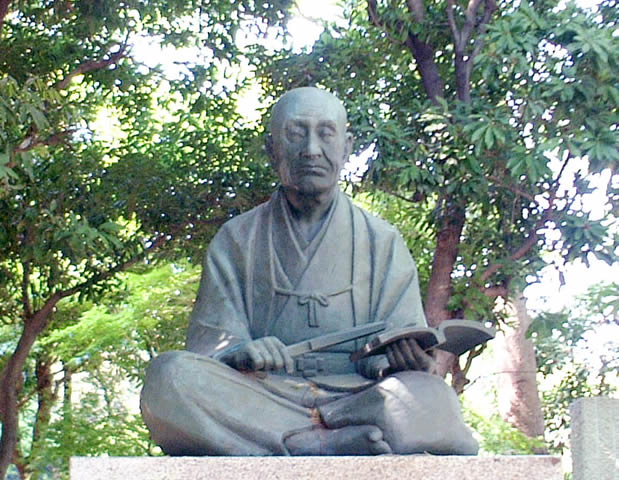
Csikamacu Monzaemon (1653–1725

## D

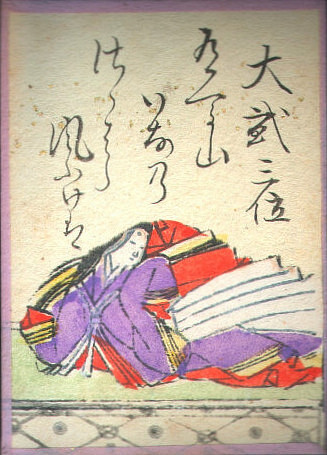
Daini no Szanmi (11. század)
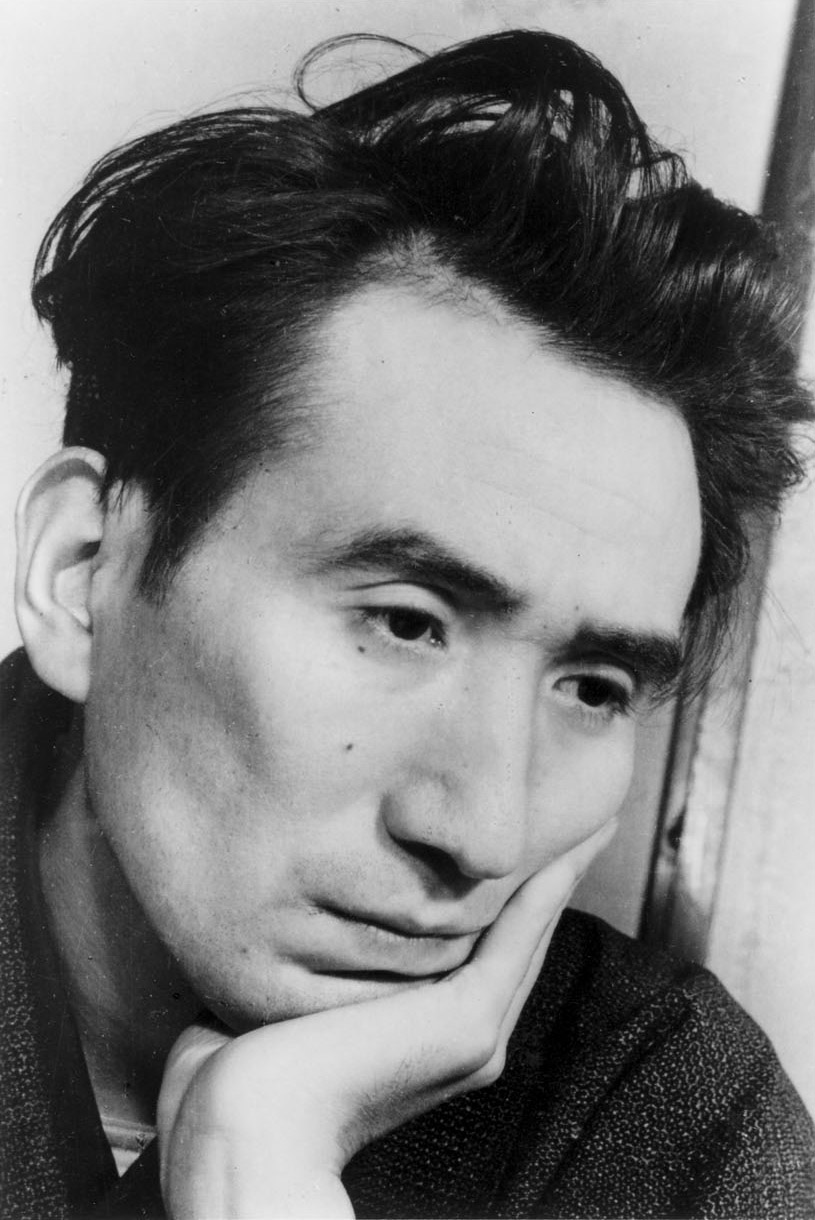
Dazai Oszamu (1909–1948)

## E
- Encsi Fumiko (1905–1986)
- Endó Súszaku (1923–1996)

## F

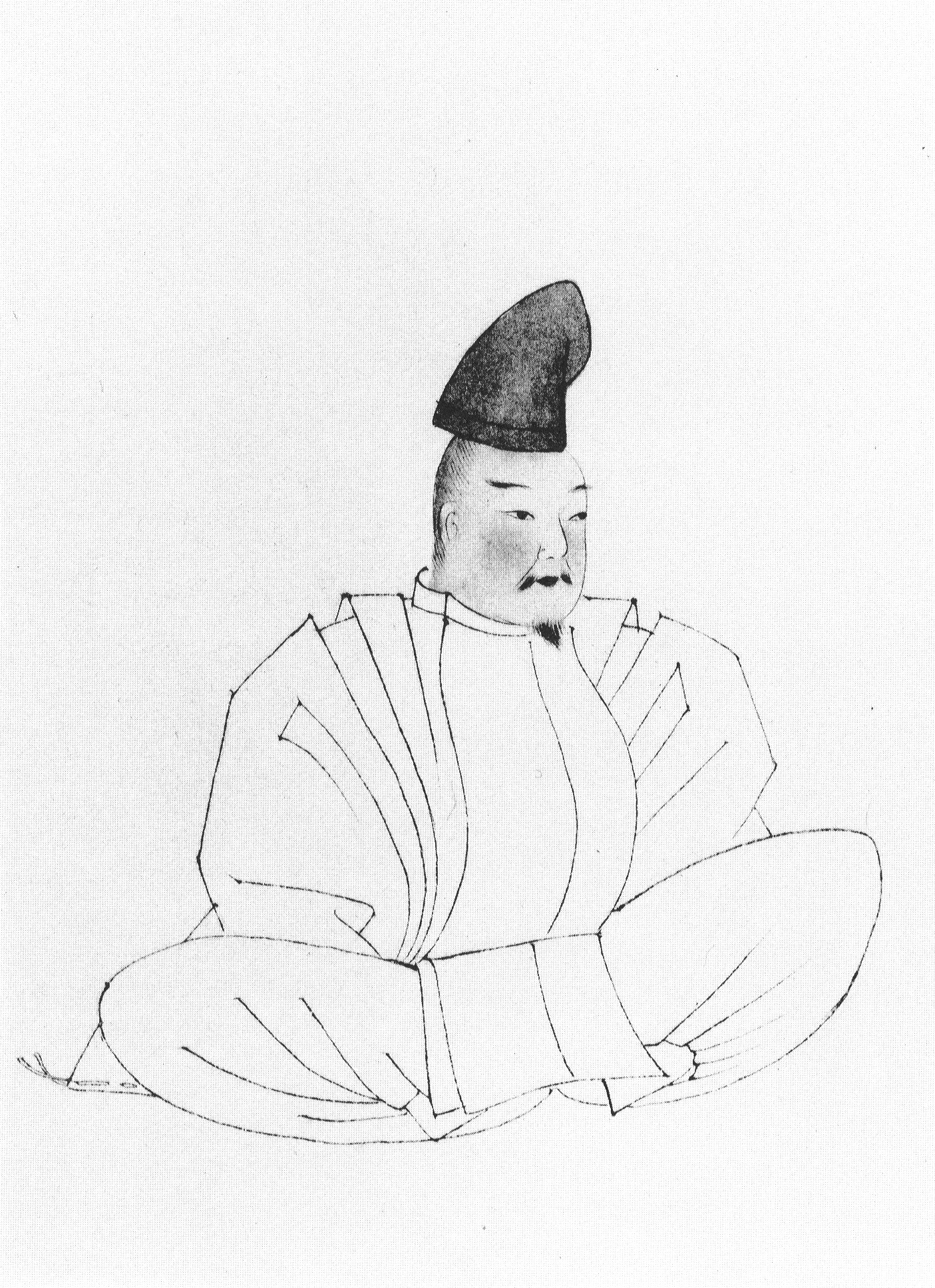
Fudzsivara no Akiszuke (1090–1155)
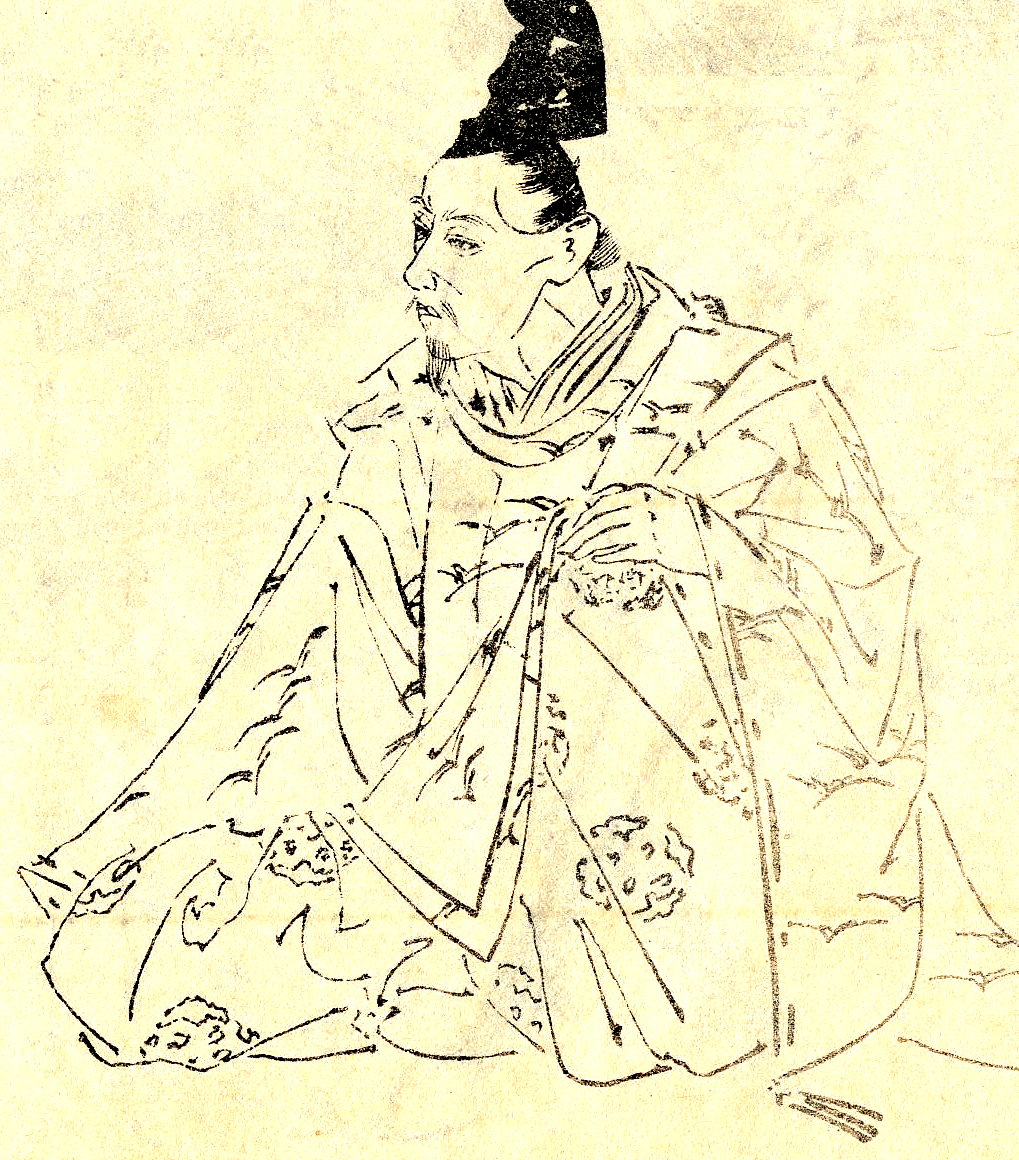
Fudzsivara no Ietaka (1158–1238)
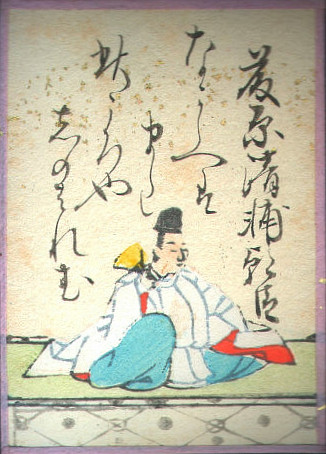
Fudzsivara no Kijoszuke (1104–1177)
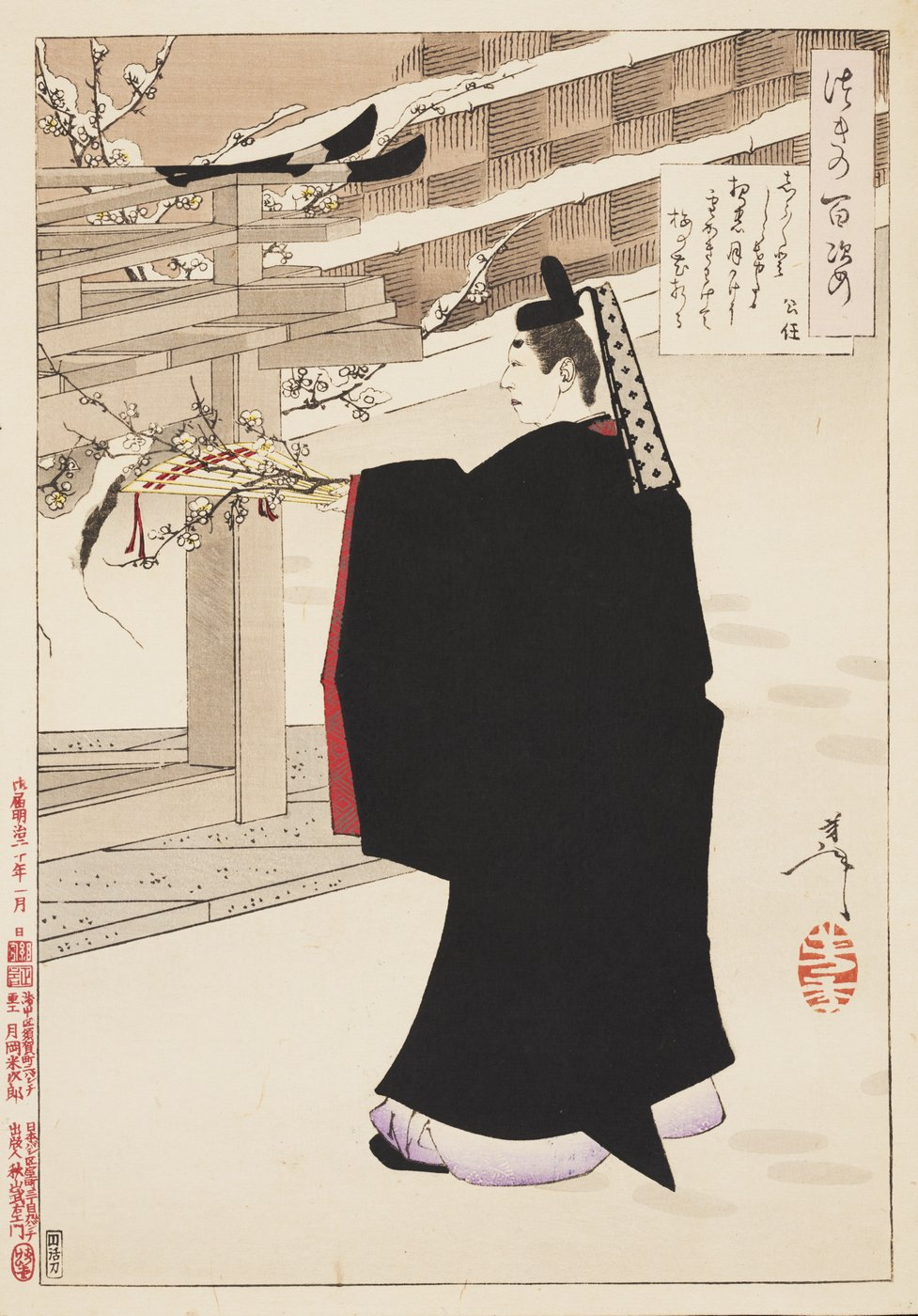
Fudzsivara no Kintó (966–1041)
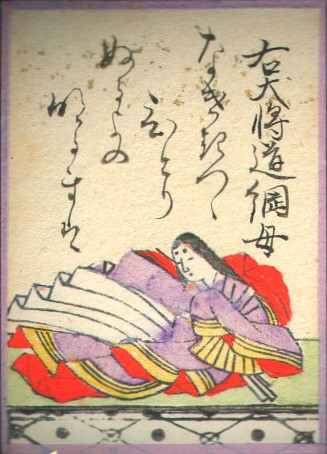
Fudzsivara no Micsicuna anyja (931?–995?)
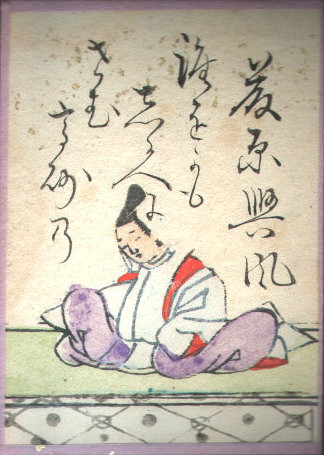
Fudzsivara no Okikaze (9–10. század fordulója)
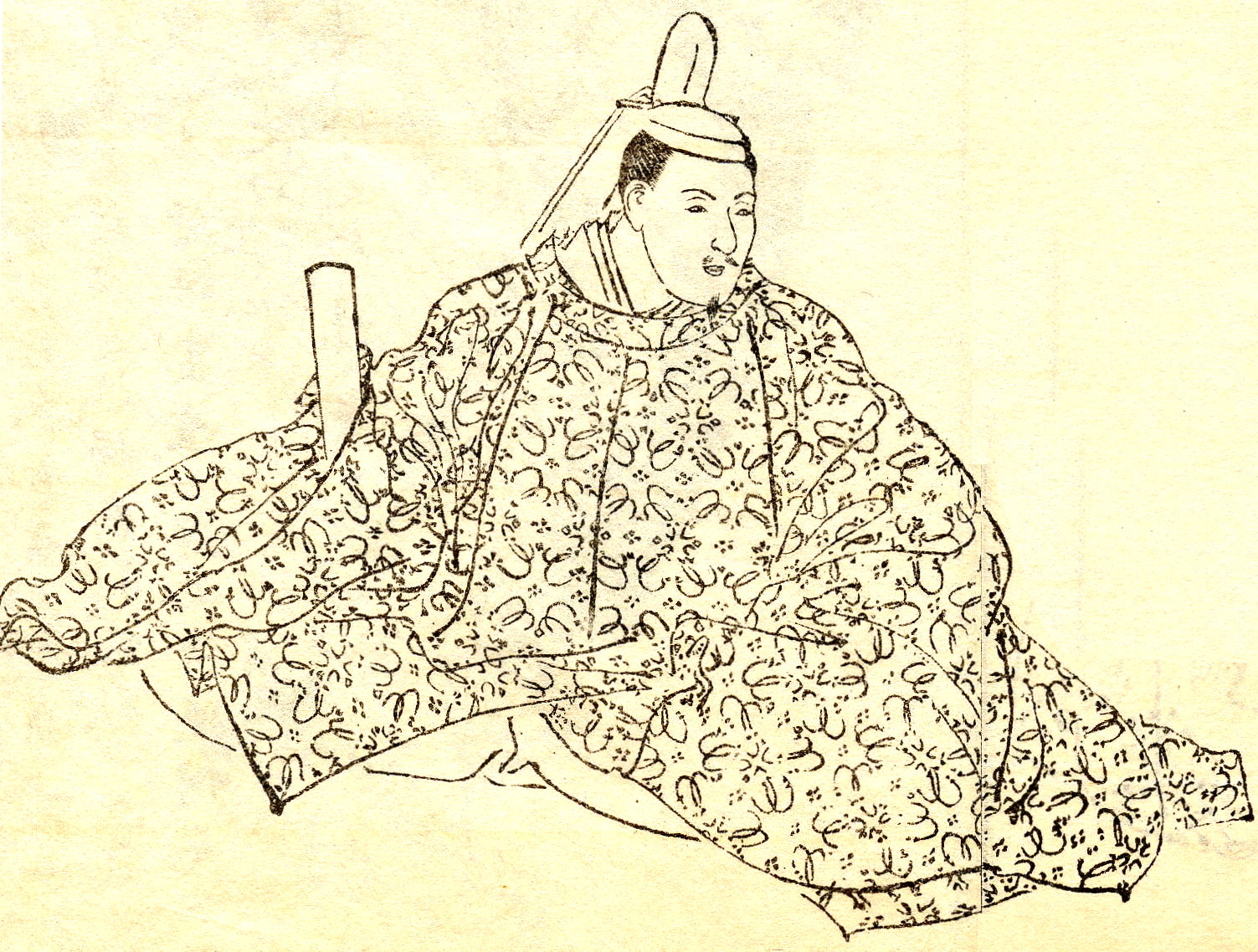
Fudzsivara no Teika (1162–1241)
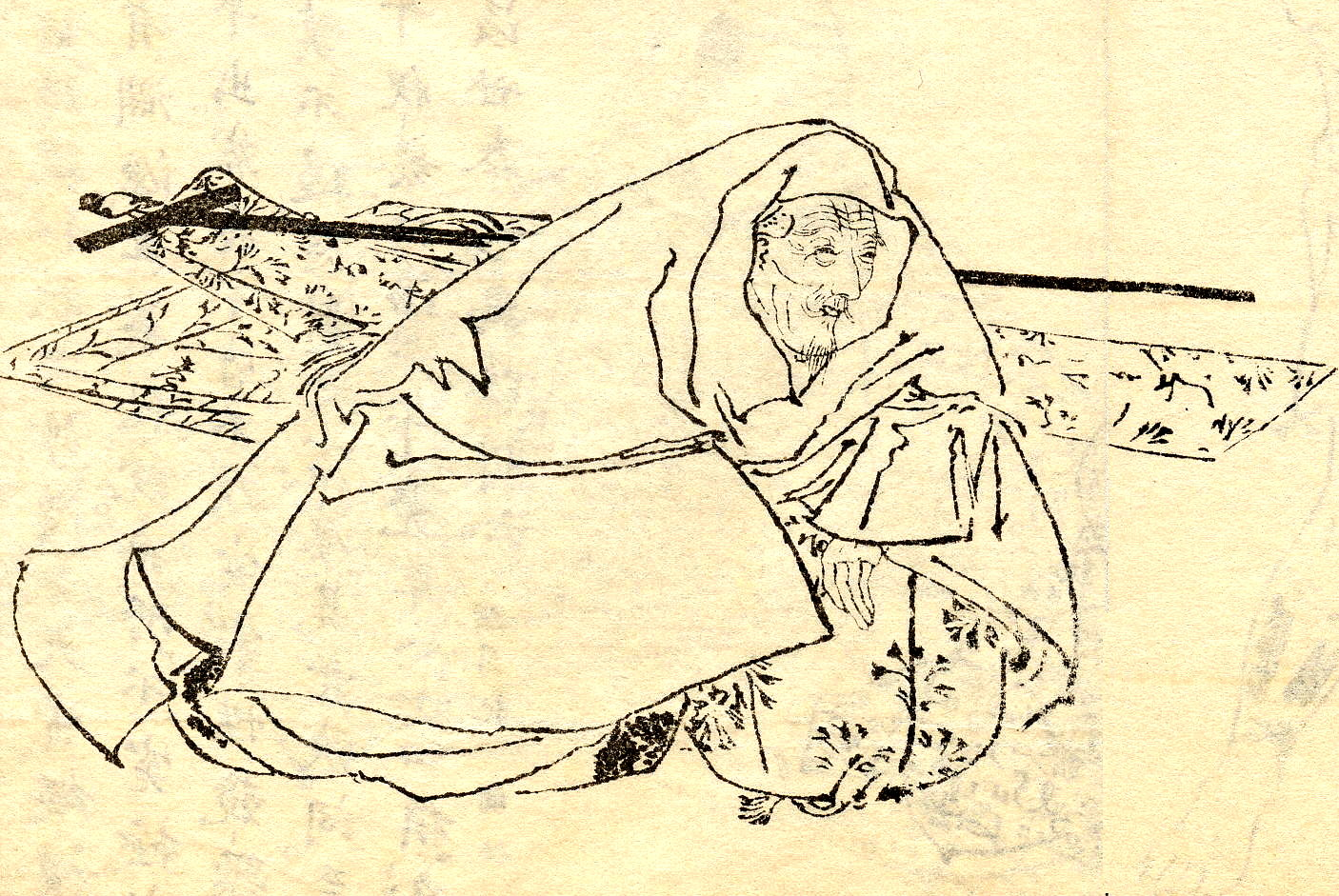
Fudzsivara no Tosinari (1114–1204)
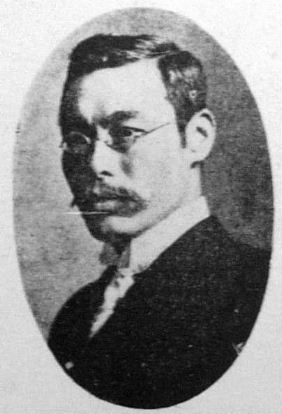
Futabatei Simei (1864–1909)

Továbbá:
- Fudzsivara no Akihira (989–1066)
- Fukazava Sicsiró (1914–1987)

## G
- Guszai (1284–1372)

## H

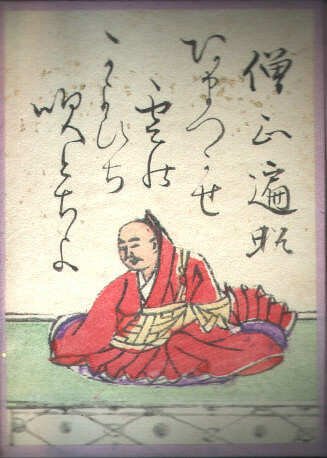
Hendzsó (816–890)
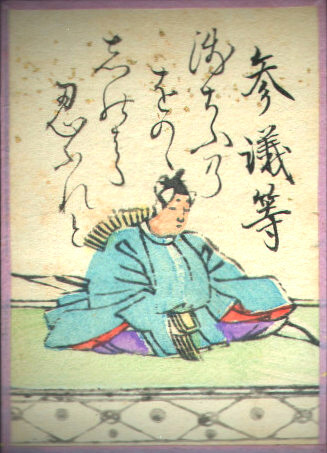
Hitosi (10. század)

Továbbá:
- Hara Tamiki (1905–1951)
- Híragi Szanaka (1974-)
- Hiraiva Jumie (*1932)

## I

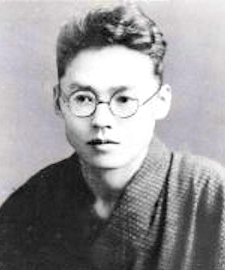
Ibusze Maszudzsi (1898–1993)
Ihara Szaikaku (1642–1693)
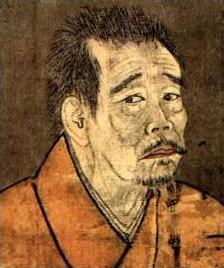
Ikkjú (1394–1481)
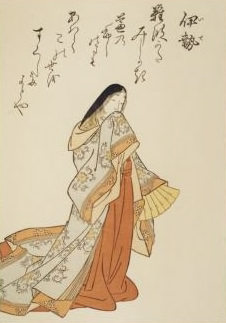
Isze úrhölgy (877?–938?)
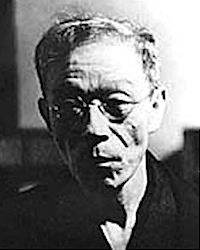
Izumi Kjóka (1873–1939)
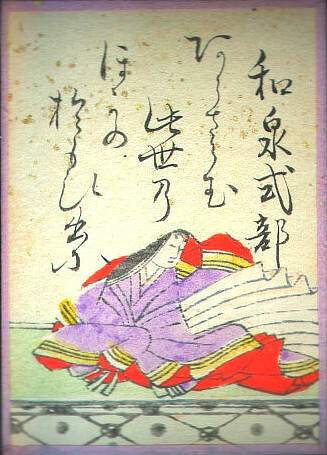
Izumi Sikibu (974?–1030?)

Továbbá:
- Inoue Jaszusi (1907 – 1991)
- Isikava Dzsun (1899–1987)
- Isikava Tacuzó (1905–1985)
- Itojama Akiko (1966–)

## J

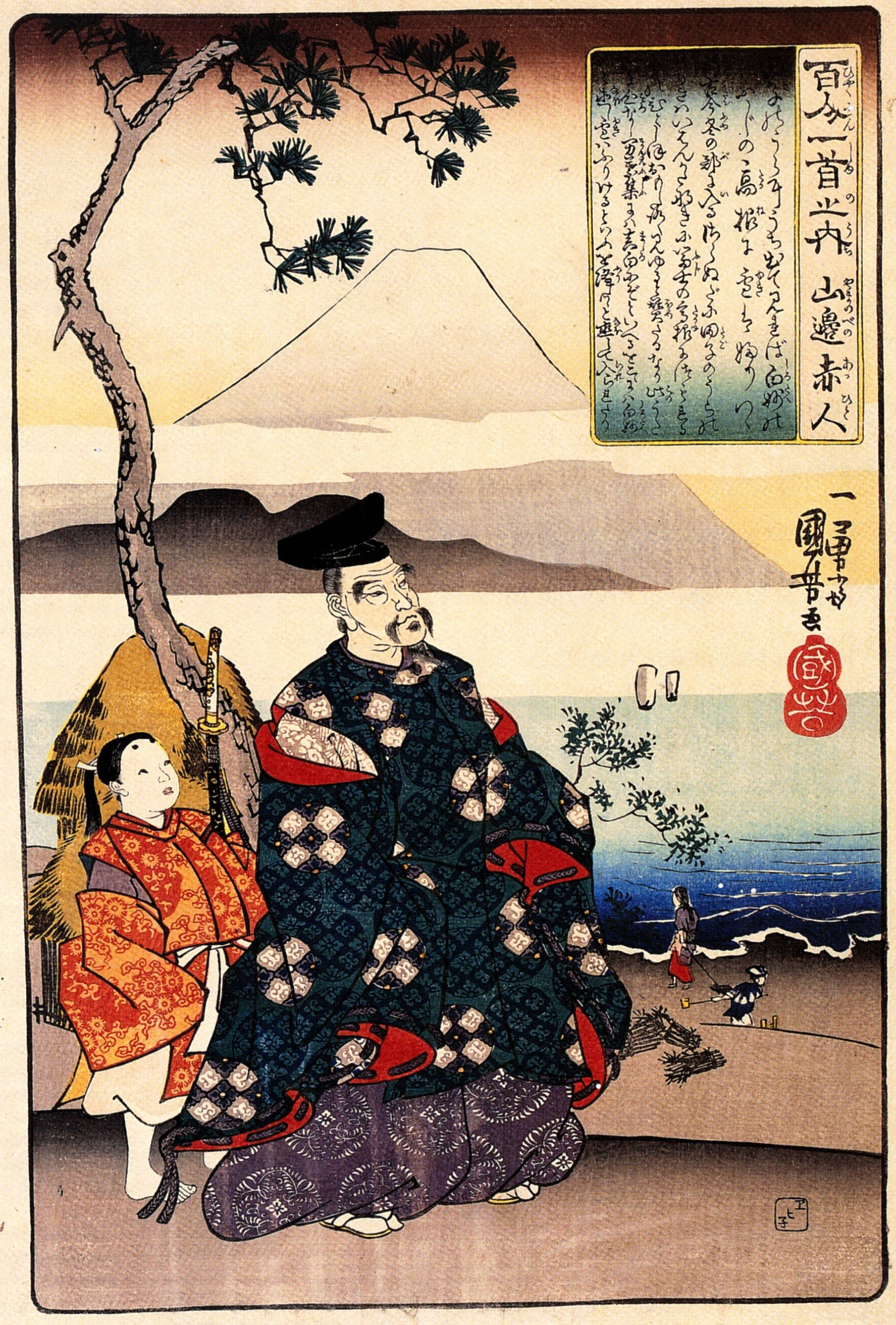
Jamabe no Akahito (700–736)
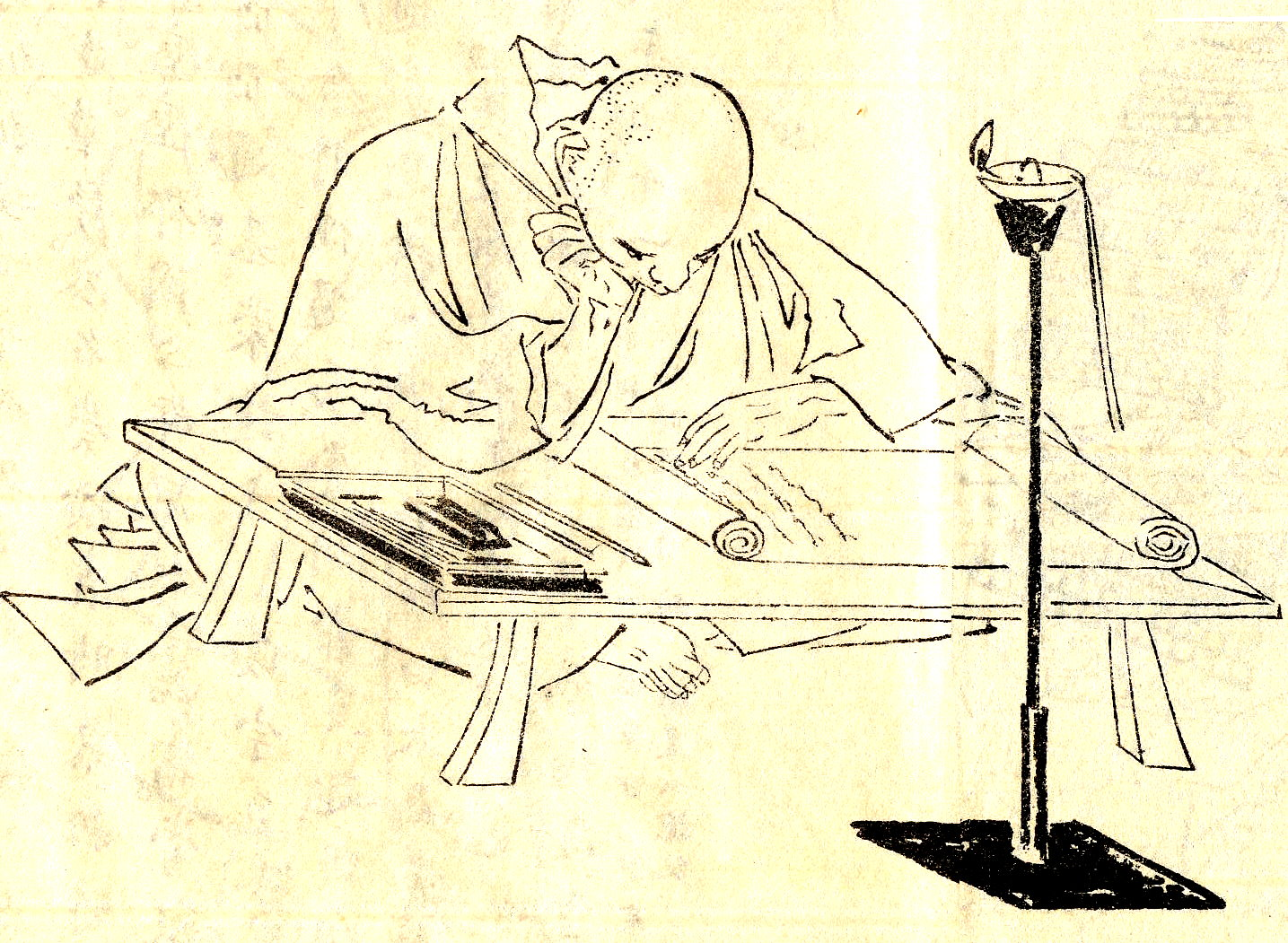
Josida Kenkó (1283?–1350?)
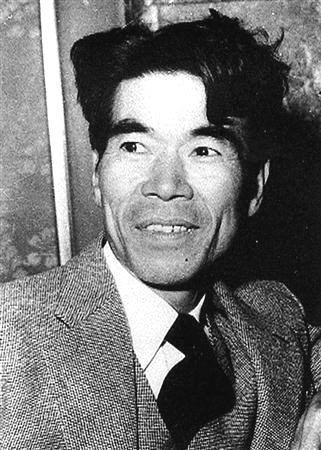
Josikava Eidzsi (1892–1962)
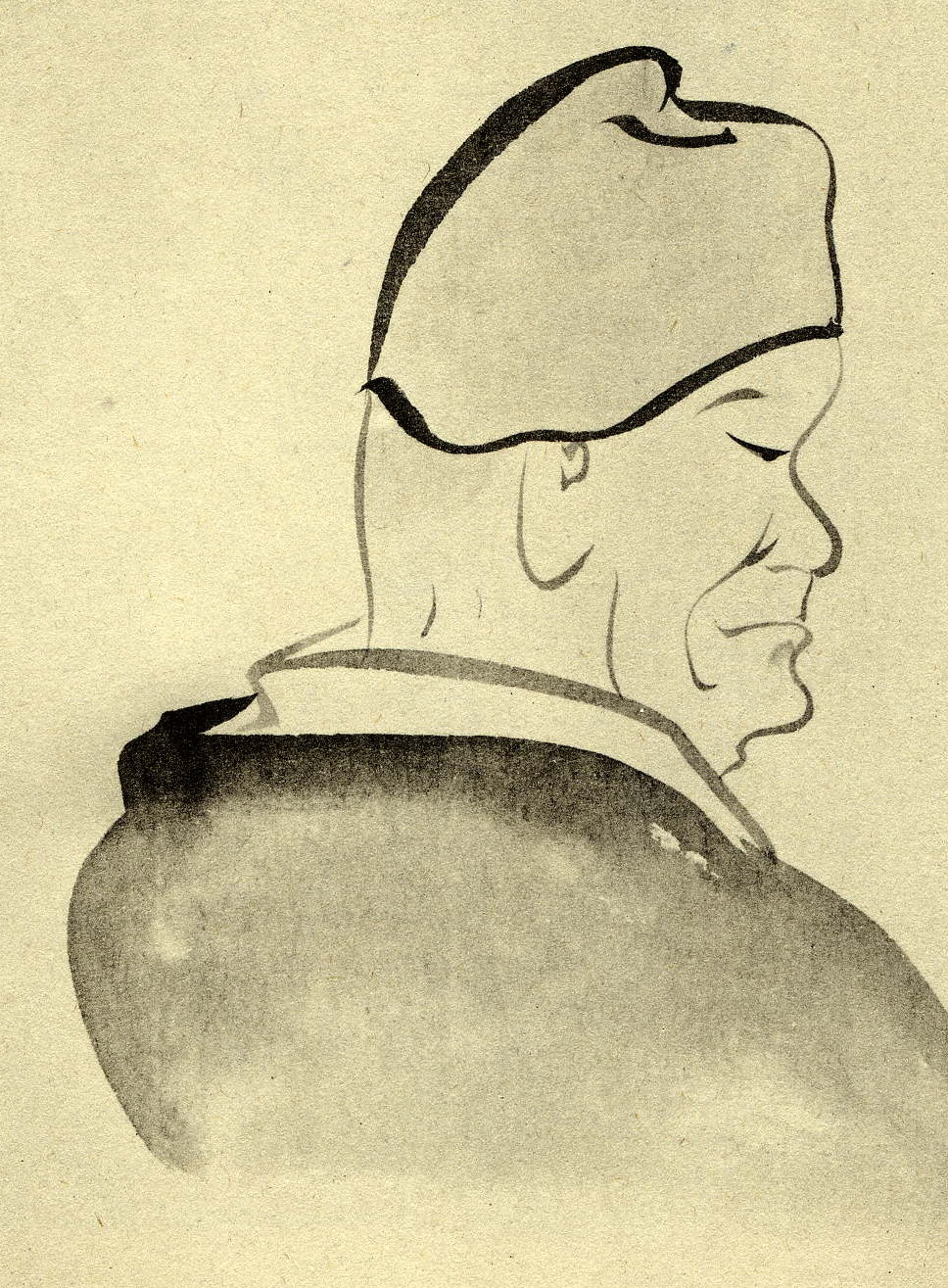
Josza Buszon (1716–1784)
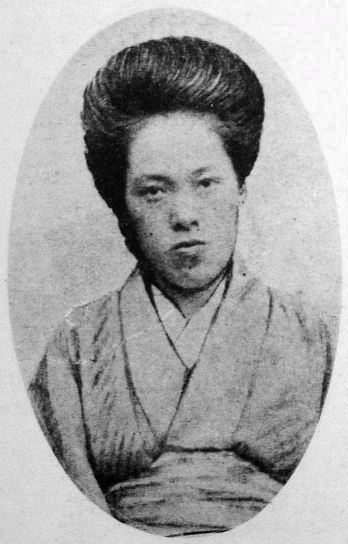
Joszano Akiko (1878–1942)

Továbbá:
- Jagi Emi (1988-)

- Jamada Eimi (1959–)
- Jamanoue no Okura (660?–733?)
- Jamazaki Szókan (1465?–1553?)
- Jokomicu Riicsi (1898–1947)
- Josimaszu Gózó (1939–)
- Josimine no Jaszujo (785–830)
- Josimoto Banana (1964–)

## K

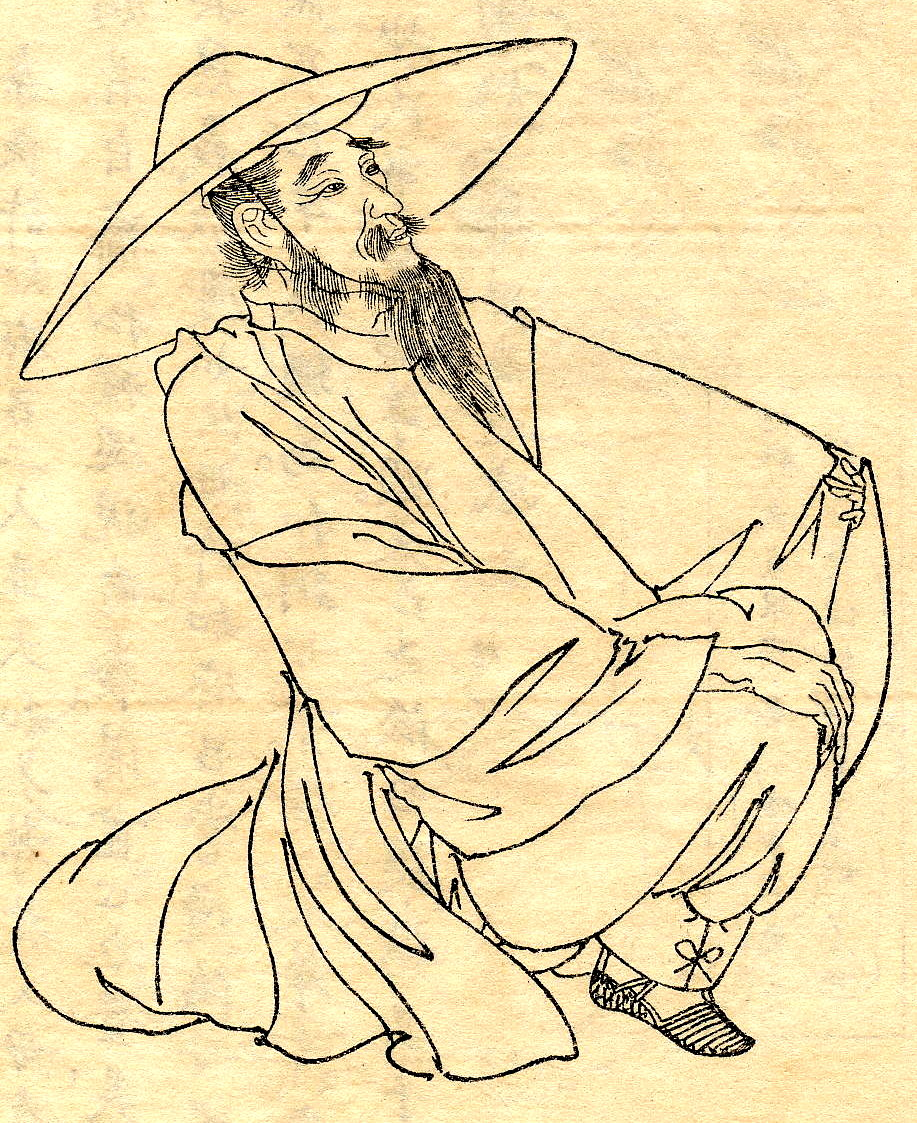
Kakinomoto no Hitomaro (662?–710?)
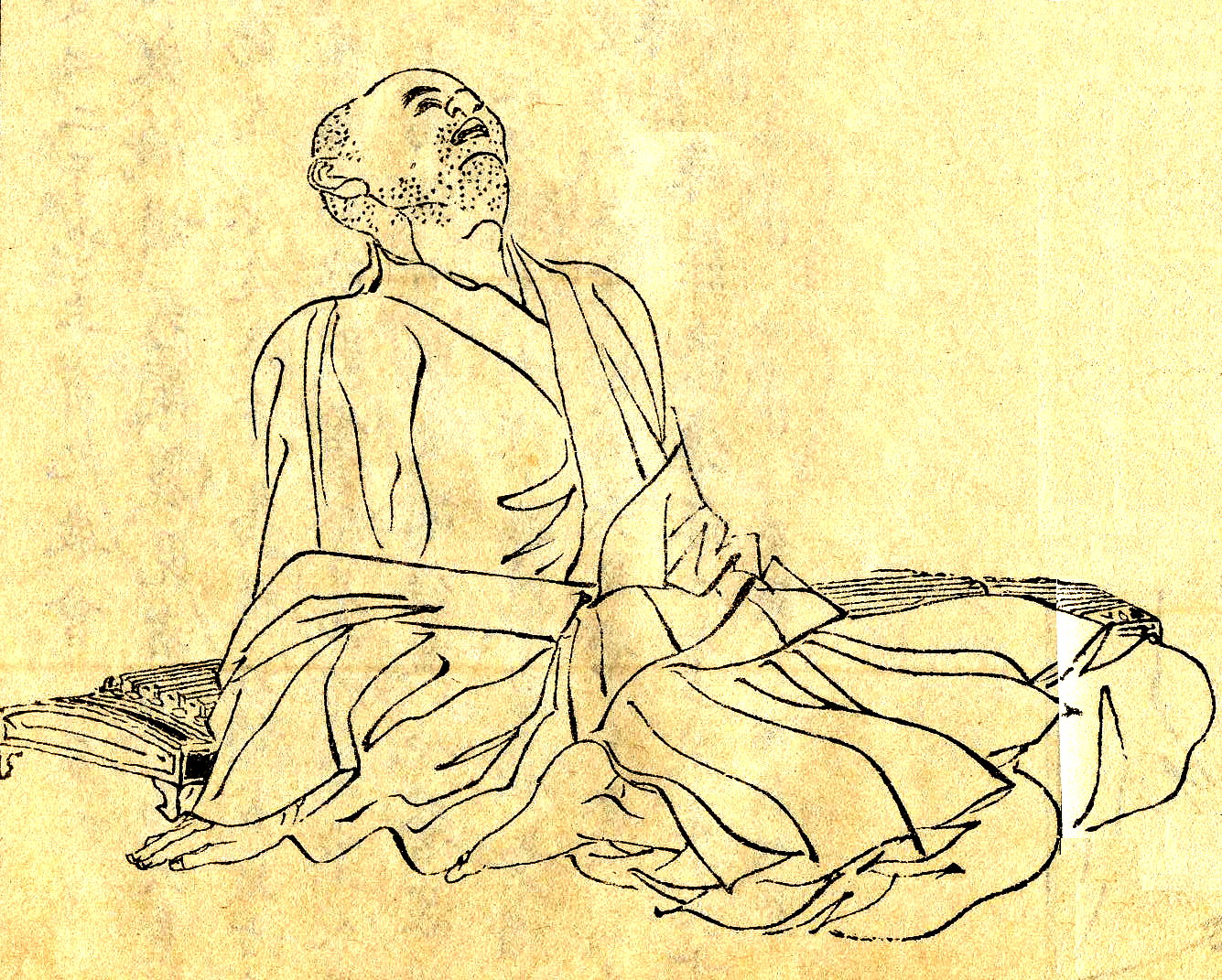
Kamo no Csómei (1152 v. 1153 – 1216)
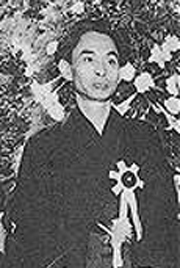
Kavabata Jaszunari (1899–1972)
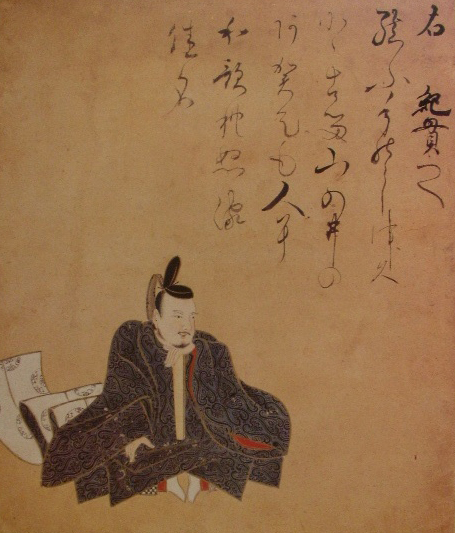
Ki no Curajuki (880?–946?)
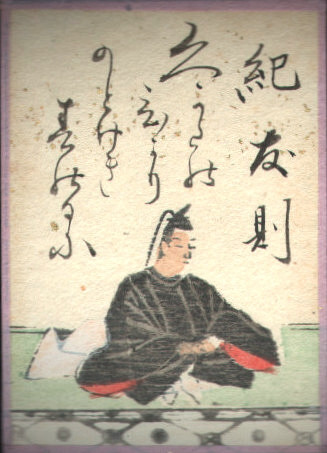
Ki no Tomonori (850? – 906 és 915 között)
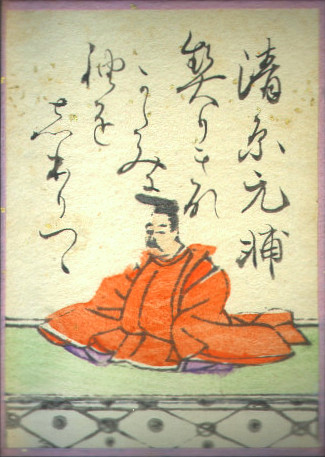
Kijohara no Motoszuke (908?–990)
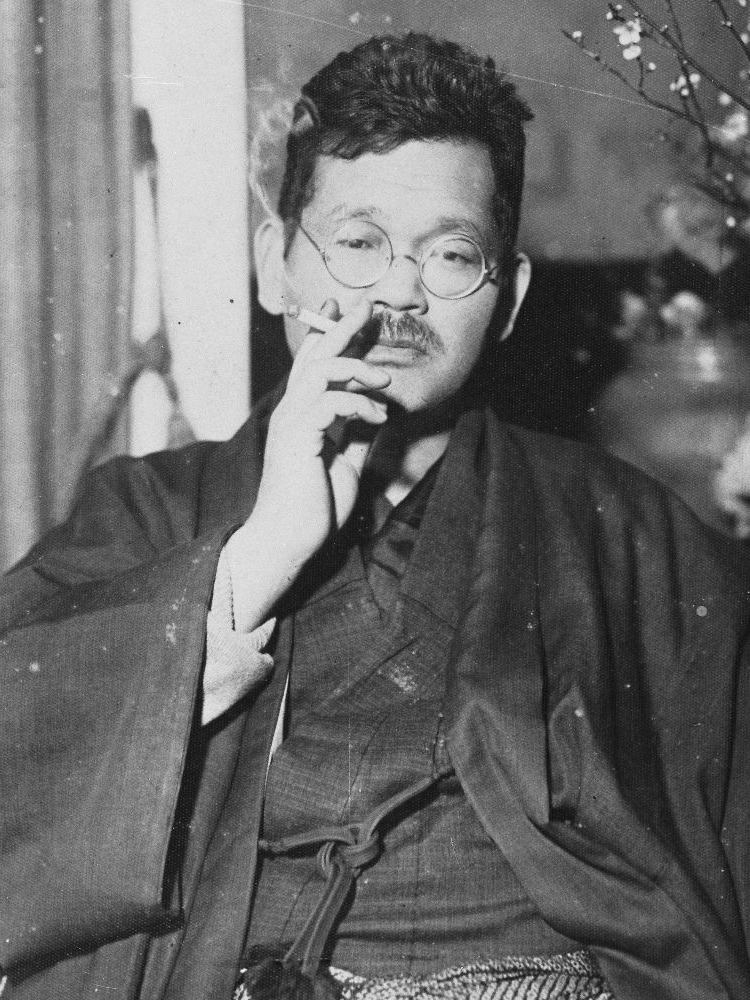
Kikucsi Kan (1888–1948)
Kitabatake Csikafusza (1293–1354)
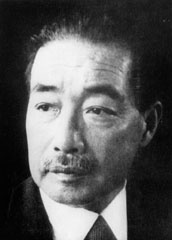
Kitahara Hakusú (1885–1942)
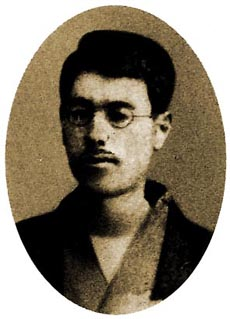
Kitamura Tókoku (1868–1894)
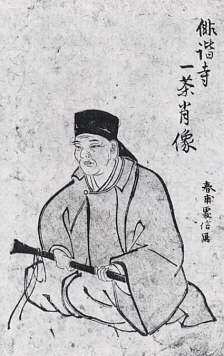
Kobajasi Issza (1763–1828)
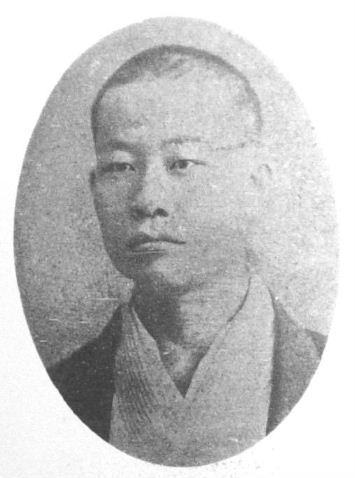
Kóda Rohan (1867–1947)
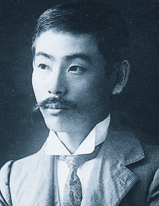
Kunikida Doppo (1871–1908)

Nobel-díjas (1968)
- Ki no Curajuki (880?–946?)
- Ki no Tomonori (850? – 906 és 915 között)
- Kijohara no Motoszuke (908?–990)
- Kikucsi Kan (1888–1948)
- Kitabatake Csikafusza (1293–1354)
- Kitahara Hakusú (1885–1942)
- Kitamura Tókoku (1868–1894)
- Kobajasi Issza (1763–1828)
- Kóda Rohan (1867–1947)
- Kunikida Doppo (1871–1908)

Továbbá:
- Kadono Eiko (1935-)
- Kaikó Takesi (1930–1989)
- Kanami (1333–1384)
- Karai Szenrjú (1718–1790)
- Kasivai Hiszasi (1952-)
- Kasza no Iracume (?–740)
- Kasza no Kanamura (8. század)
- Kirino Nacuo (1951–)
- Kjógoku Tamekane (1254–1332)
- Konparu Zencsiku (1405–1468)

## M

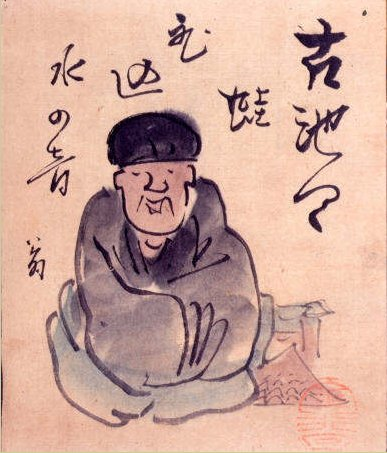
Macuo Basó (1644–1694)
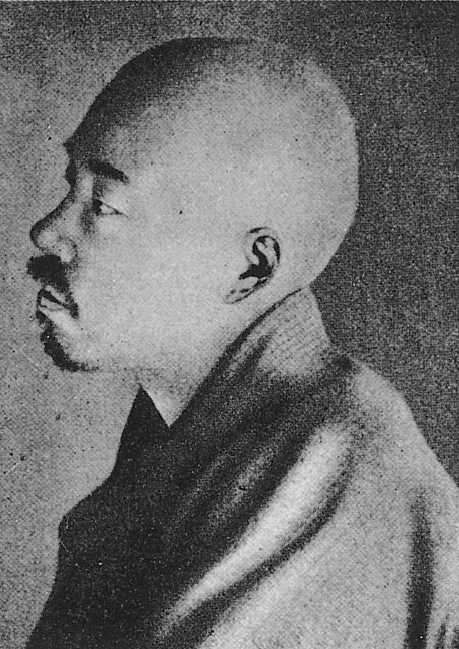
Maszaoka Siki (1867–1902)
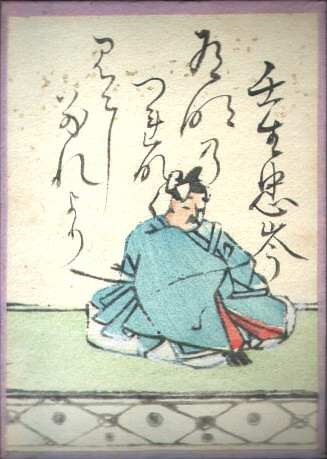
Mibu no Tadamine (866?–920?)
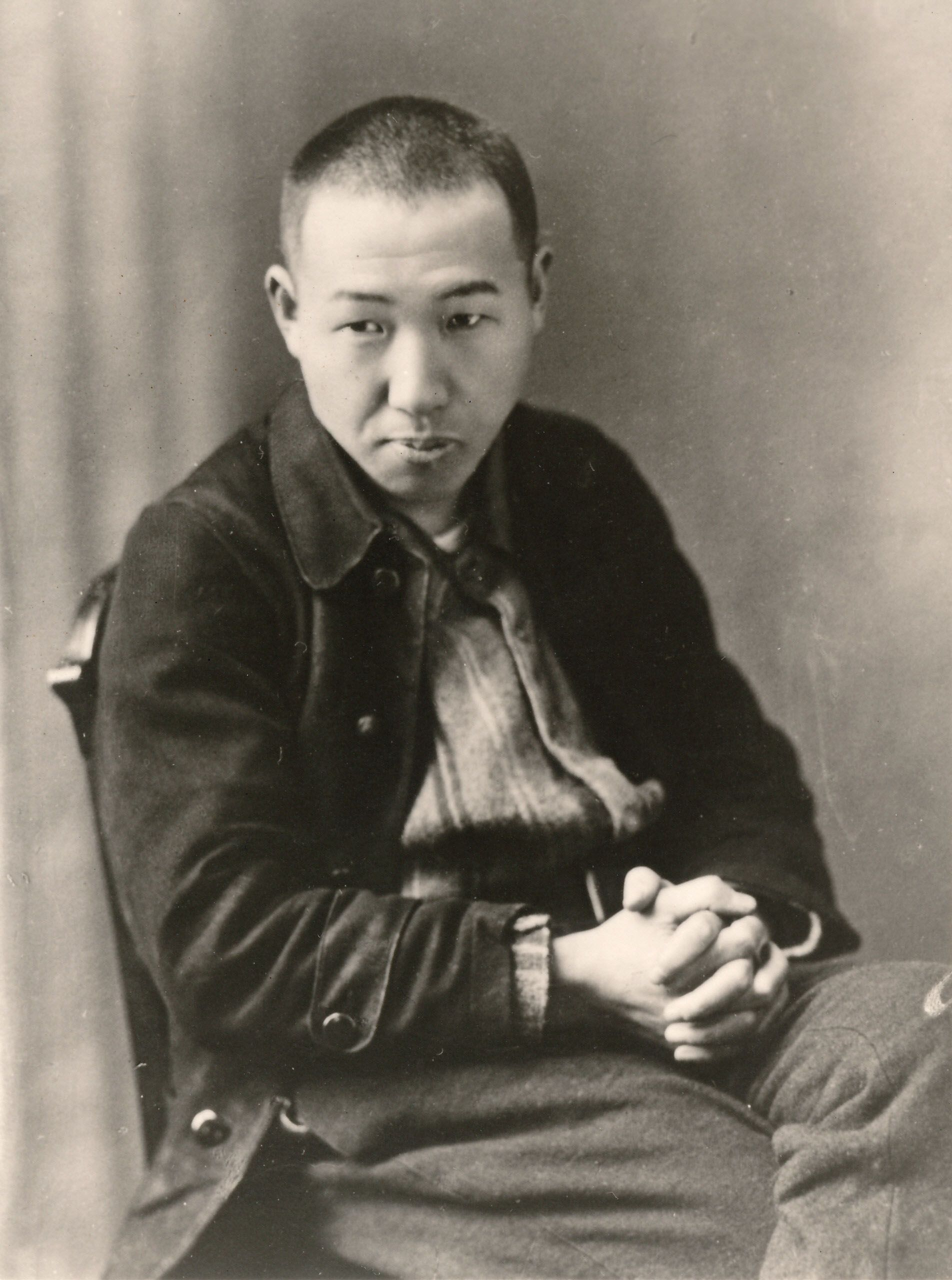
Mijazava Kendzsi (1896–1933)
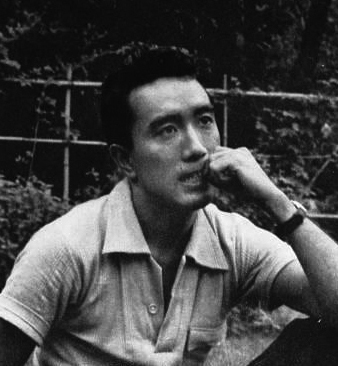
Misima Jukio (1925–1970)
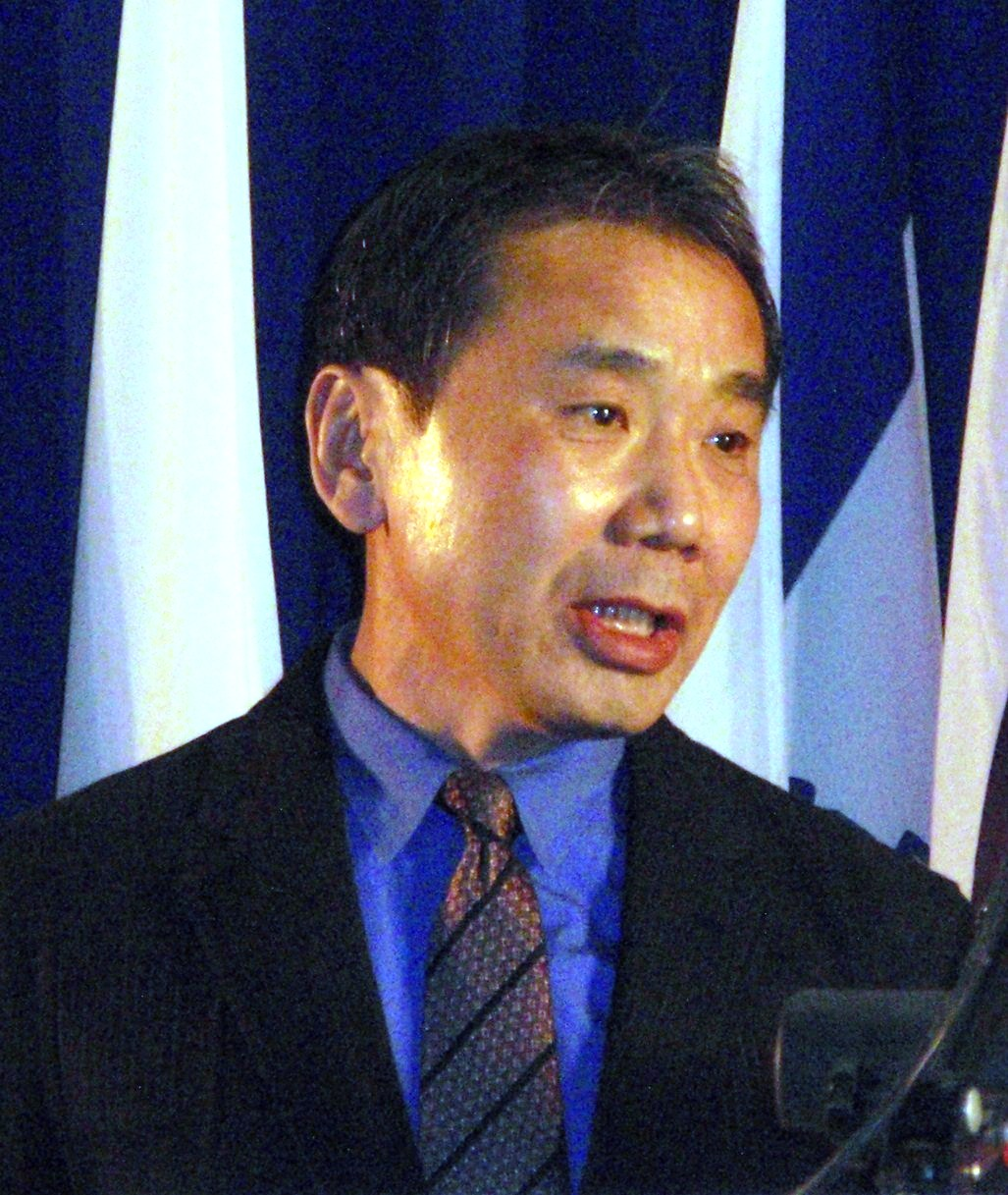
Murakami Haruki (1949–)
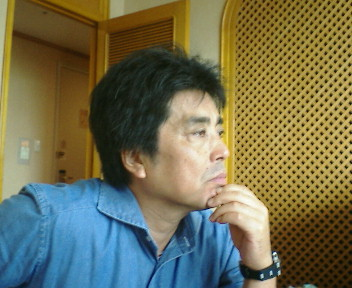
Murakami Rjú (1952–)
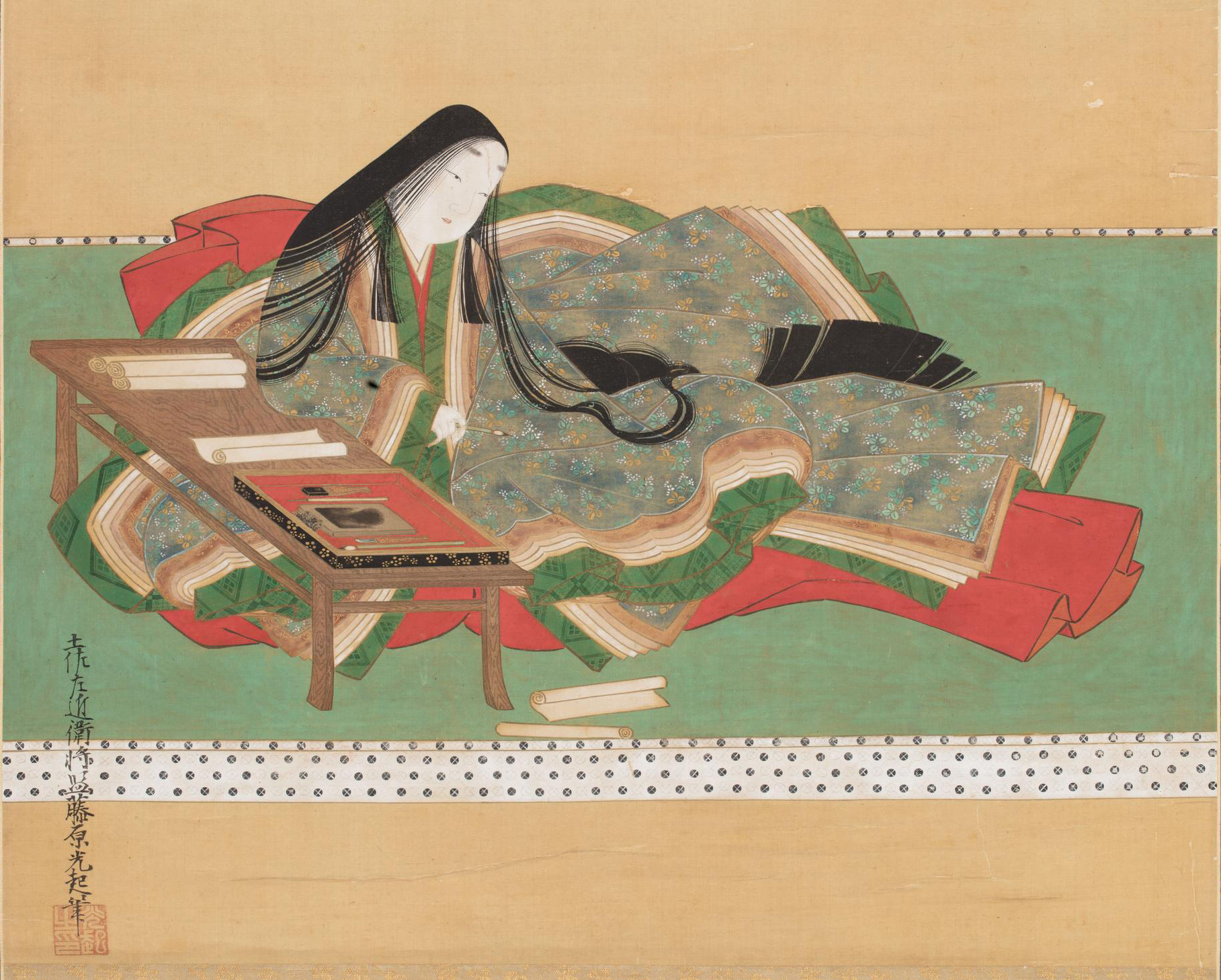
Muraszaki Sikibu (973? – 1031 előtt)

Továbbá:
- Minamoto no Takakuni (11. század)

## N

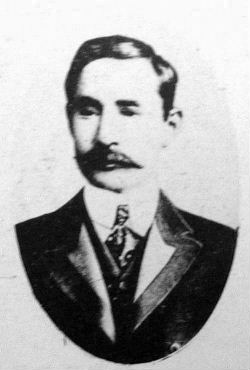
Nacume Szószeki (1867–1916)
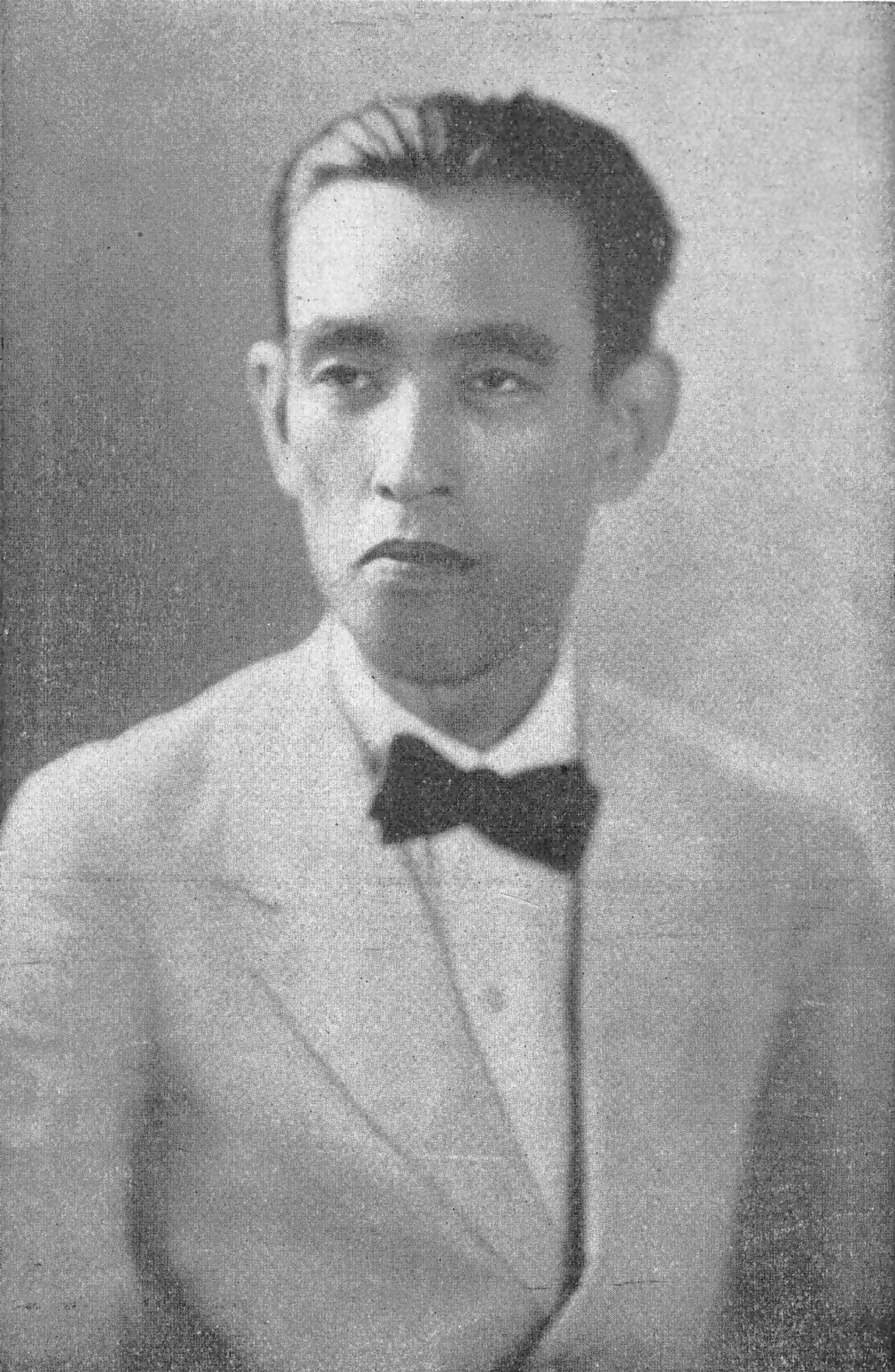
Nagai Kafú (1879–1959)
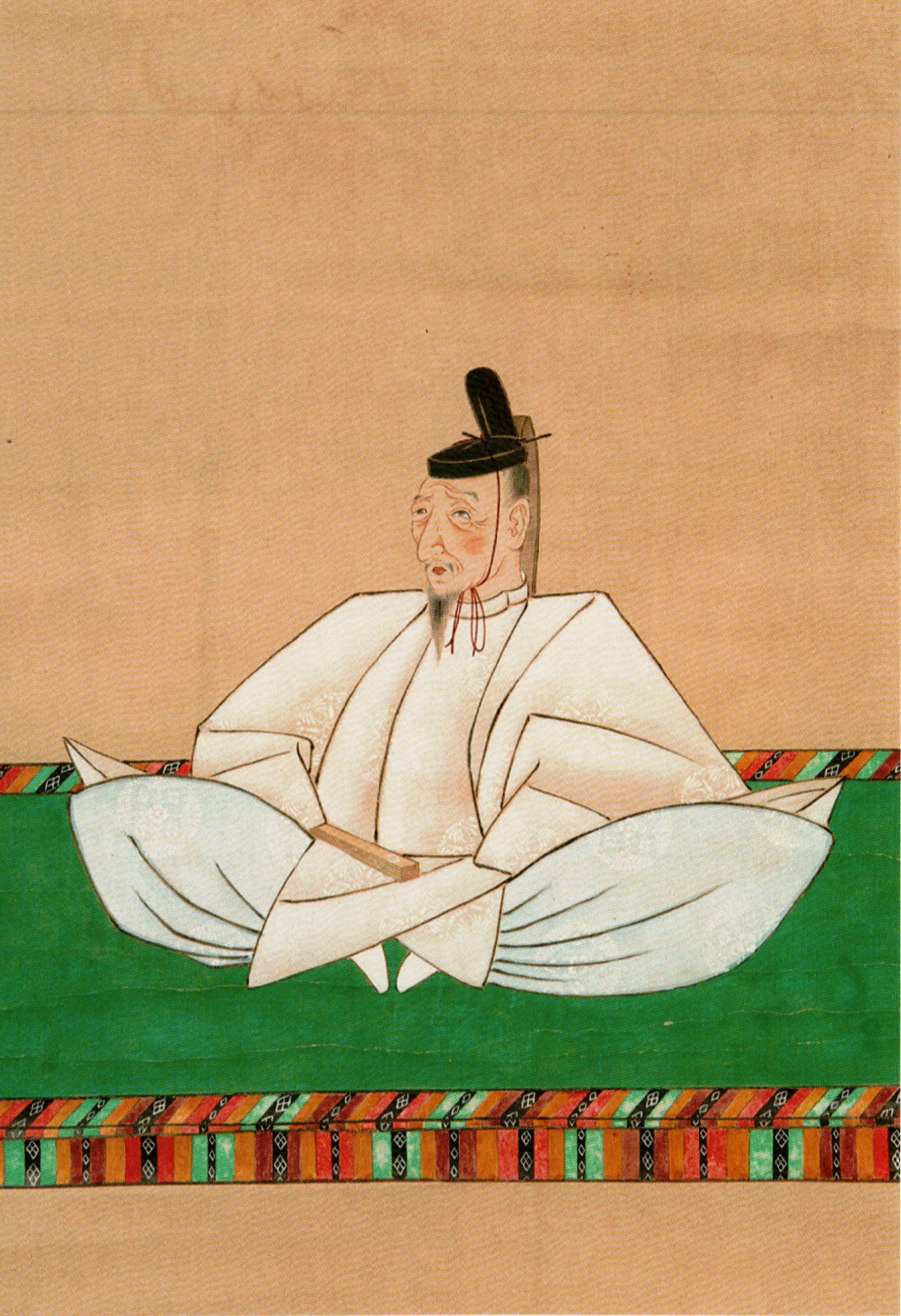
Nidzsó Josimoto (1320–1388)

Továbbá:
- Nacukava Szószuke (1978-)
- Nakagami Kendzsi (1946–1992)
- Nakajama no Tadacsika (1131–1195)
- Nisivaki Dzsunzaburó (1894–1982)
- Noma Hirosi (1915–1991)

## O, Ó
- Óe Kenzaburó (1935–)

, Nobel-díjas (1994)

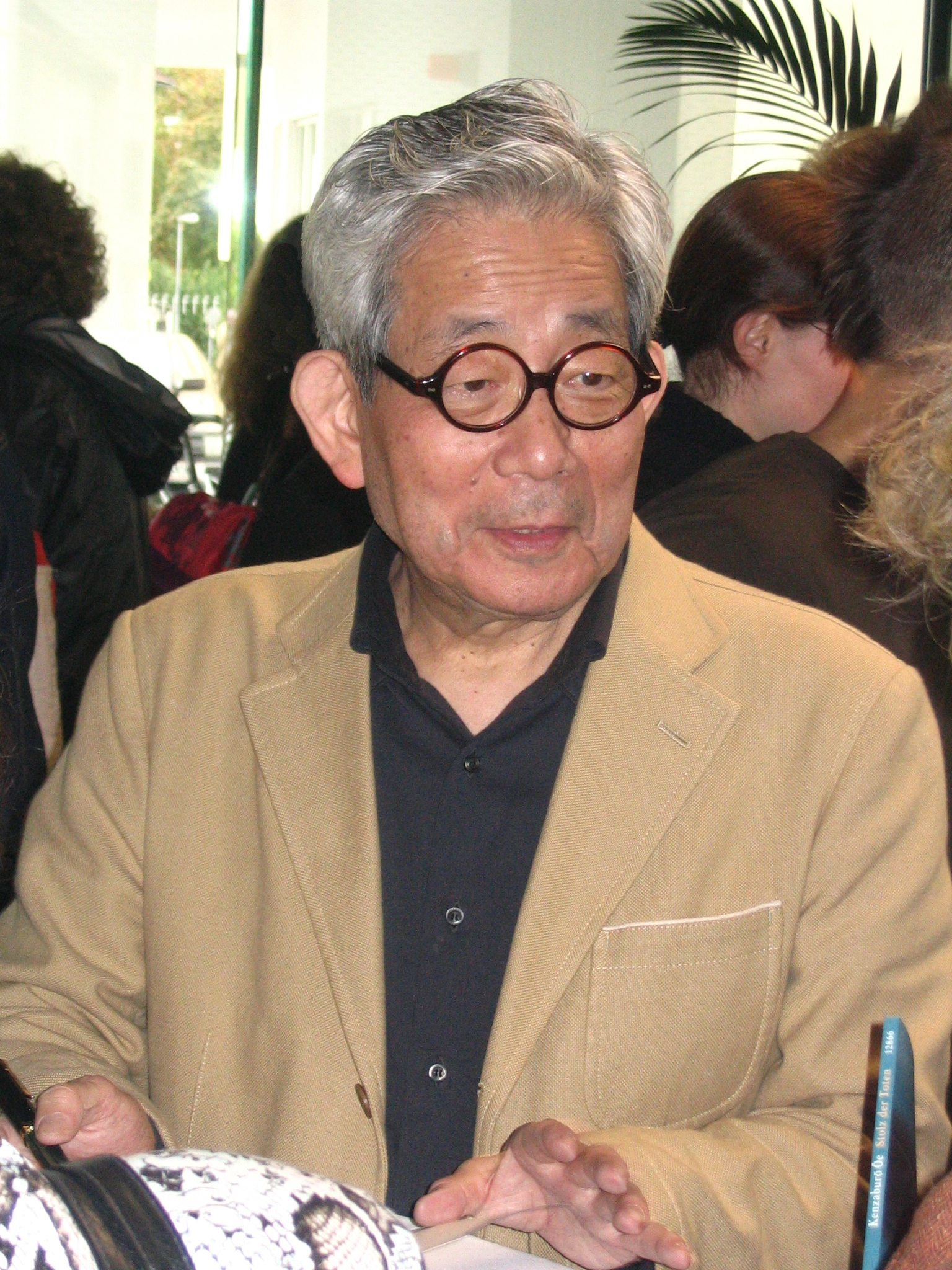
Óe Kenzaburó (1935–) , Nobel-díjas (1994)
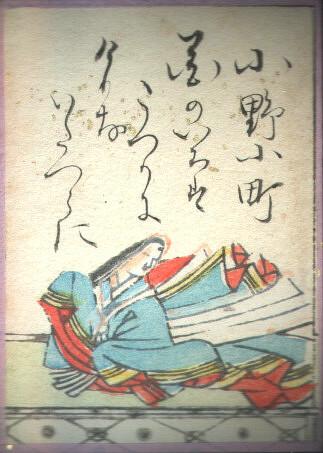
Ono no Komacsi (850 körül)
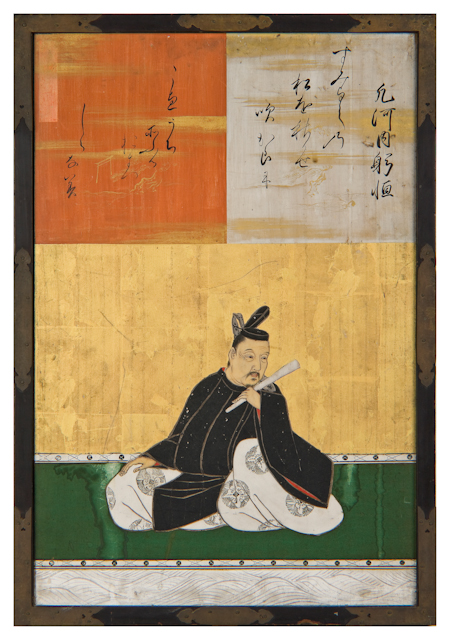
Ósikócsi no Micune (898?–922?)
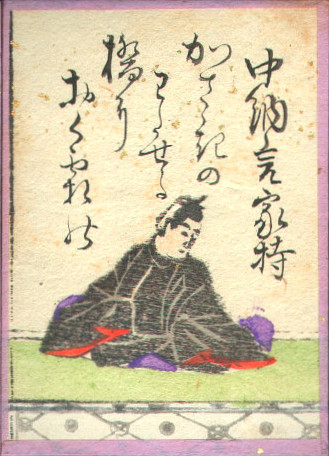
Ótomo no Jakamocsi (718–785)
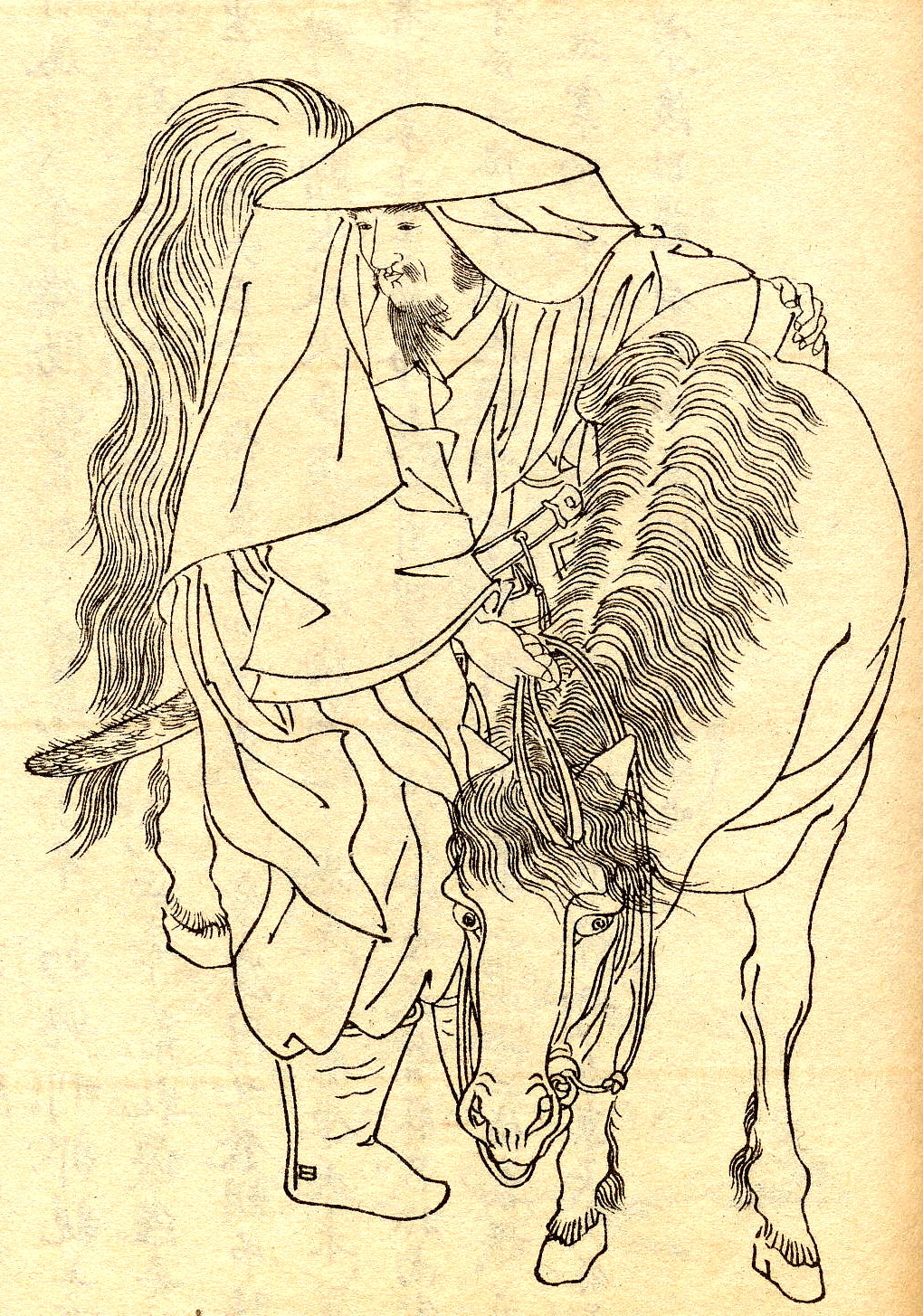
Ótomo no Tabito (662–731)
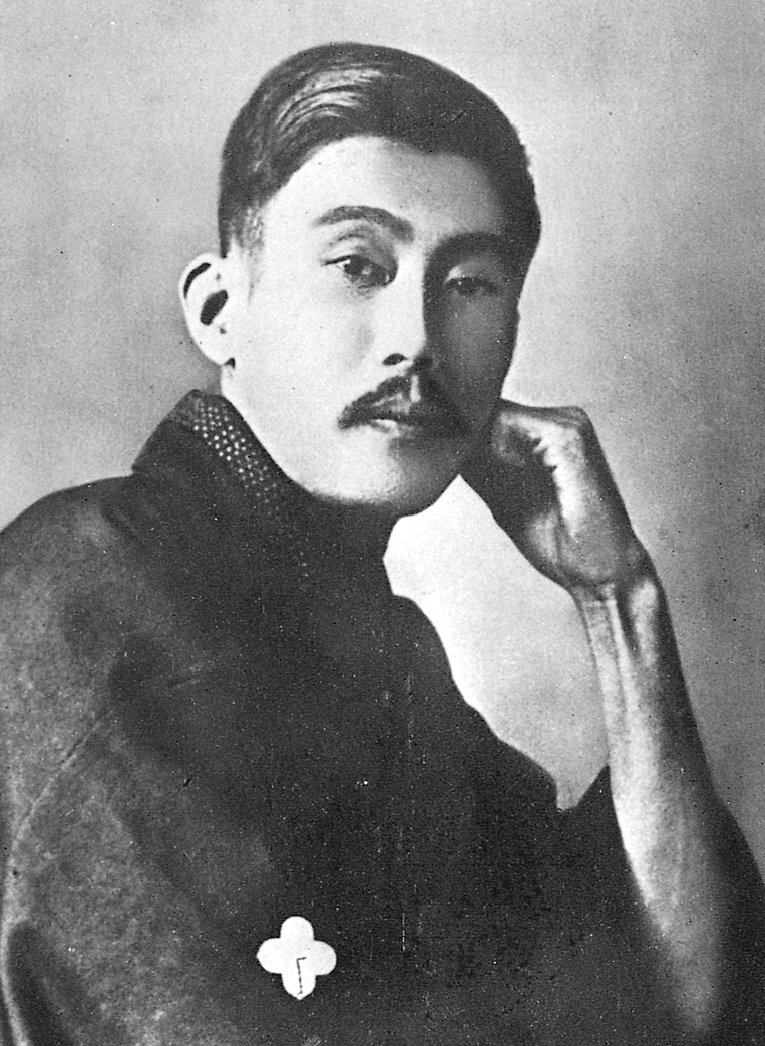
Ozaki Kójó (1868–1903)

Továbbá:
- Óoka Makoto (1931–)
- Ótomo no Kuronusi (860?–925?)
- Ótomo no Szakanoue no Iracume (8. század)

## R

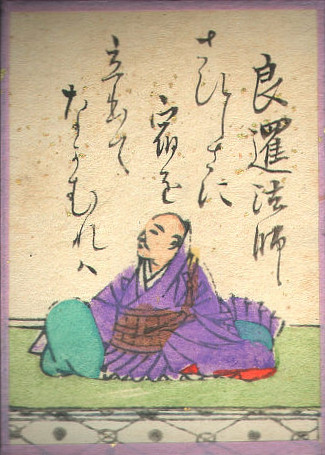
Rjószen (11. század közepe)

## S

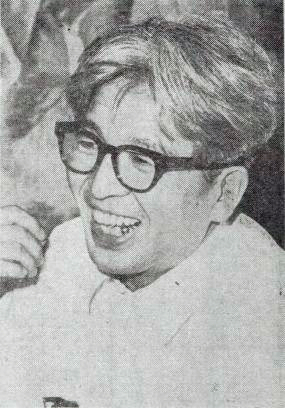
Siba Rjótaró (1923–1996)
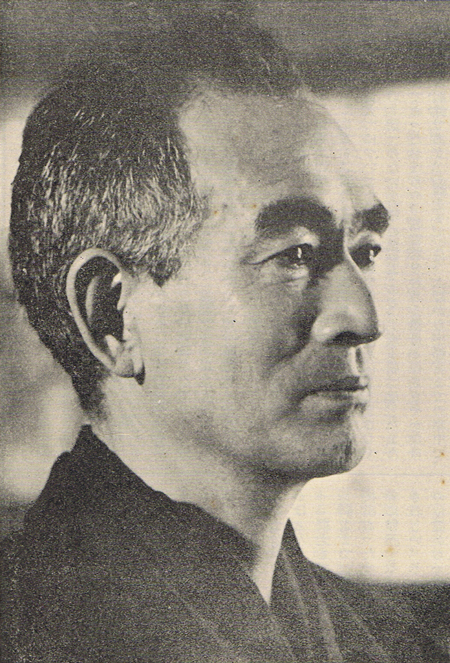
Siga Naoja (1883–1971)
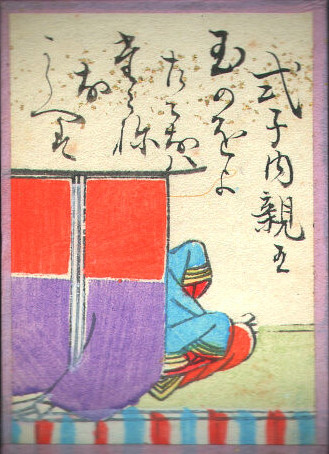
Sikisi (?–1201)
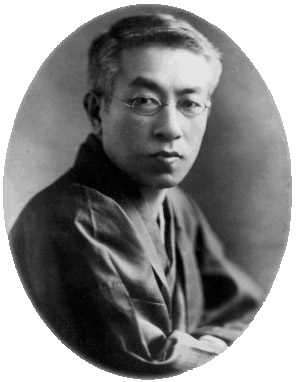
Simazaki Tószon (1872–1943)

Továbbá:
- Sinkei (1406–1475)

## SZ

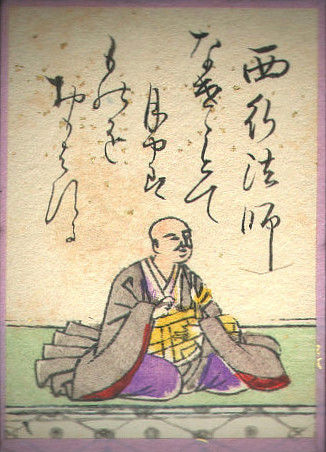
Szaigjó Hósi (1118–1190)
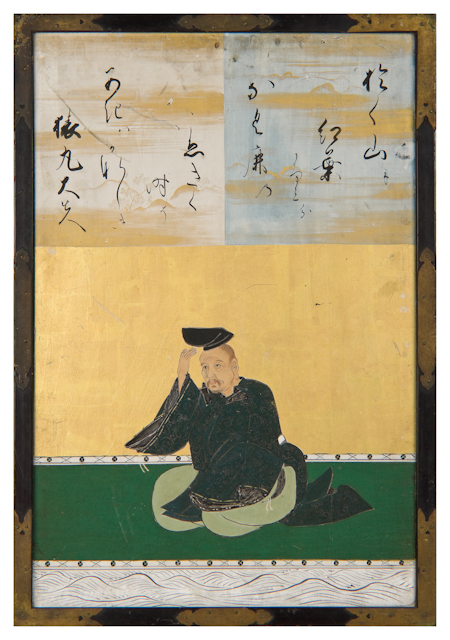
Szarumaru no Dajú (850?–?)
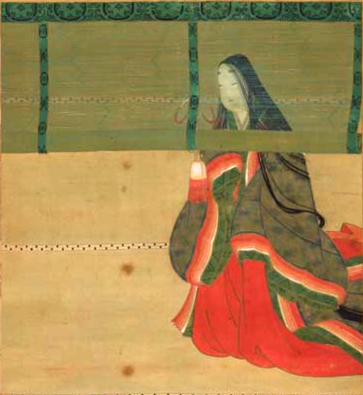
Szei Sónagon (965–1010 körül)
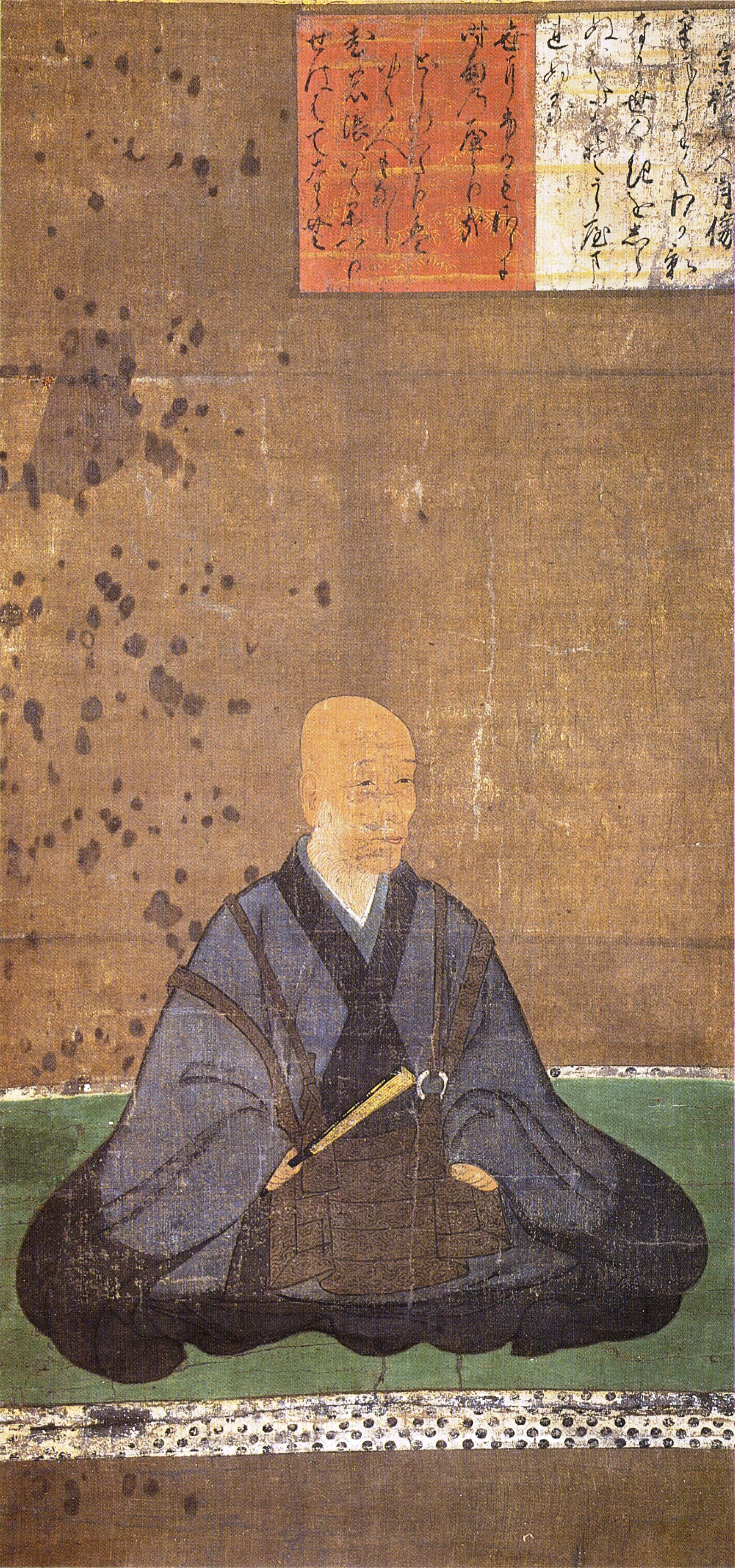
Szógi (1421–1502)
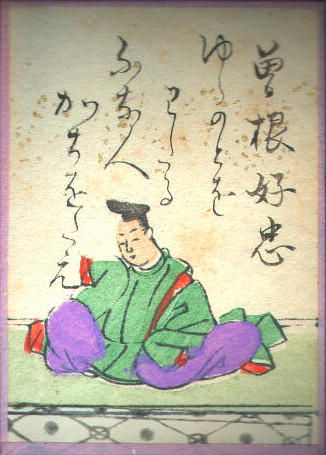
Szone no Jositada (986 körül)
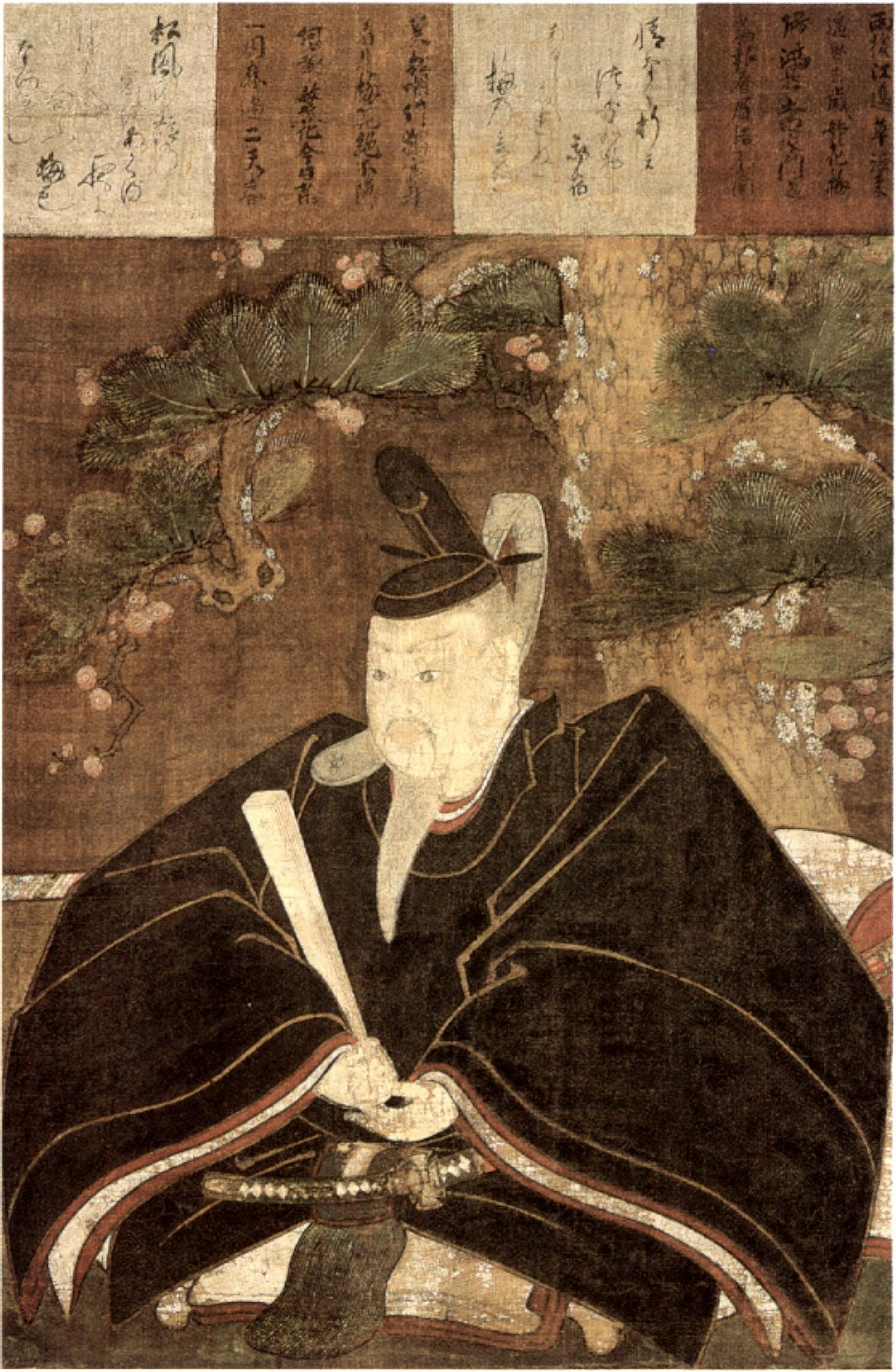
Szugavara no Micsizane (845?–903)

Továbbá:
- Szakurazaka Hirosi (1970-)
- Szanuki no Szuke (1079–?)
- Szugavara no Takaszue lánya (1008–?)

## T

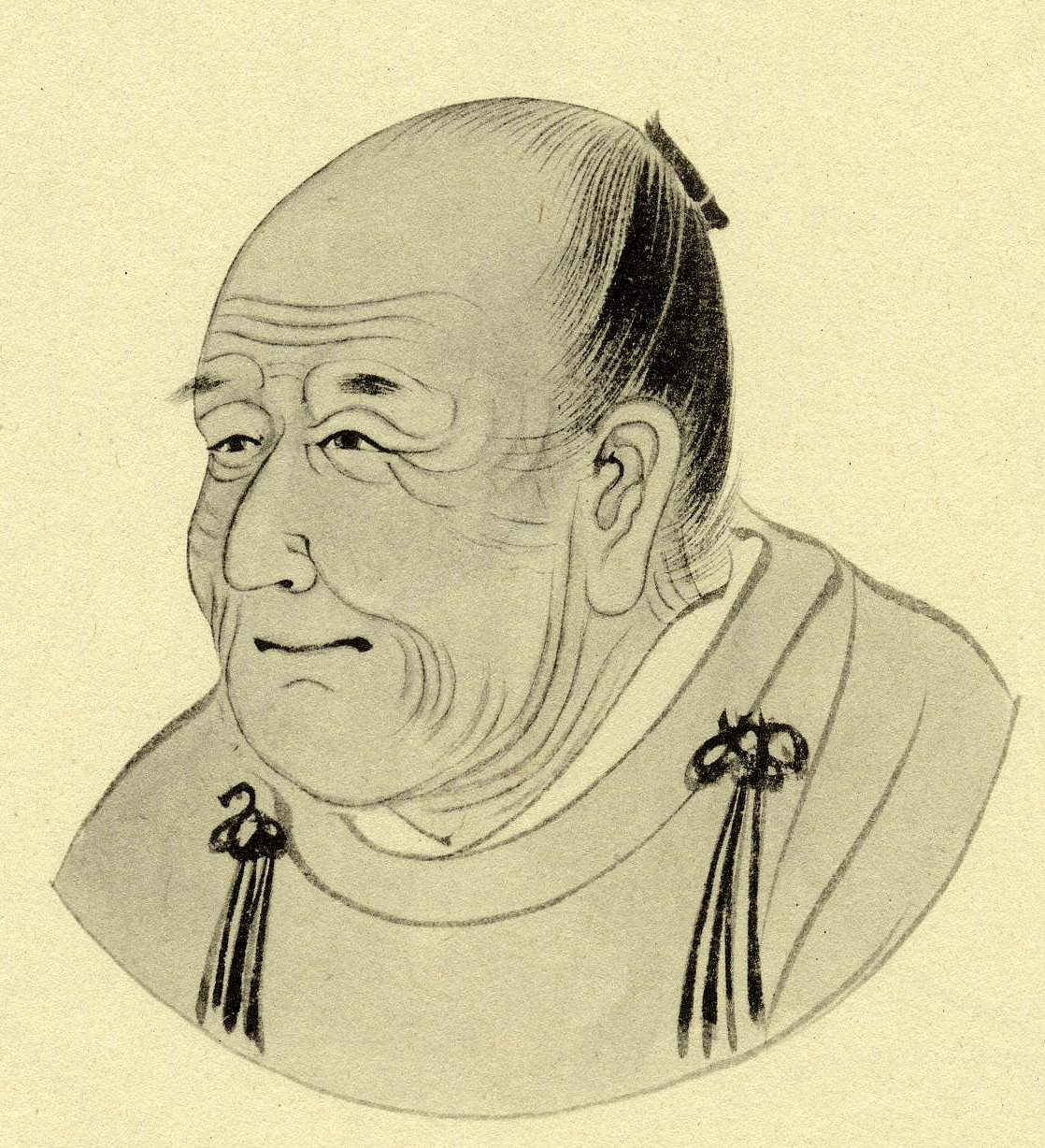
Takeda Izumo (1691–1756)
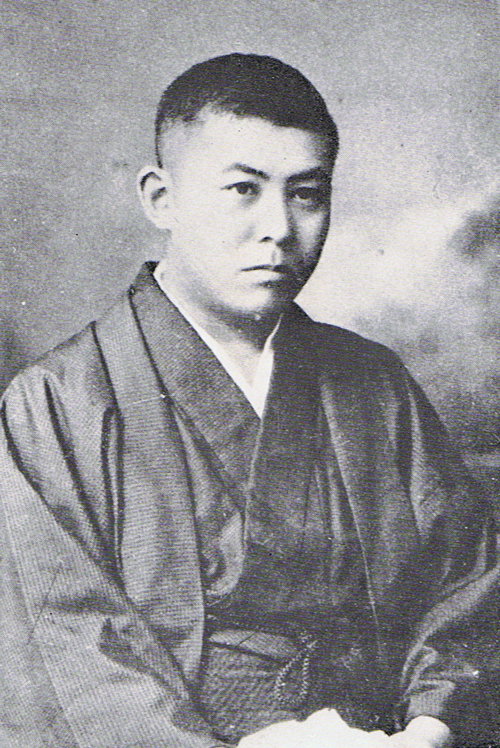
Tanizaki Dzsunicsiró (1886–1965)
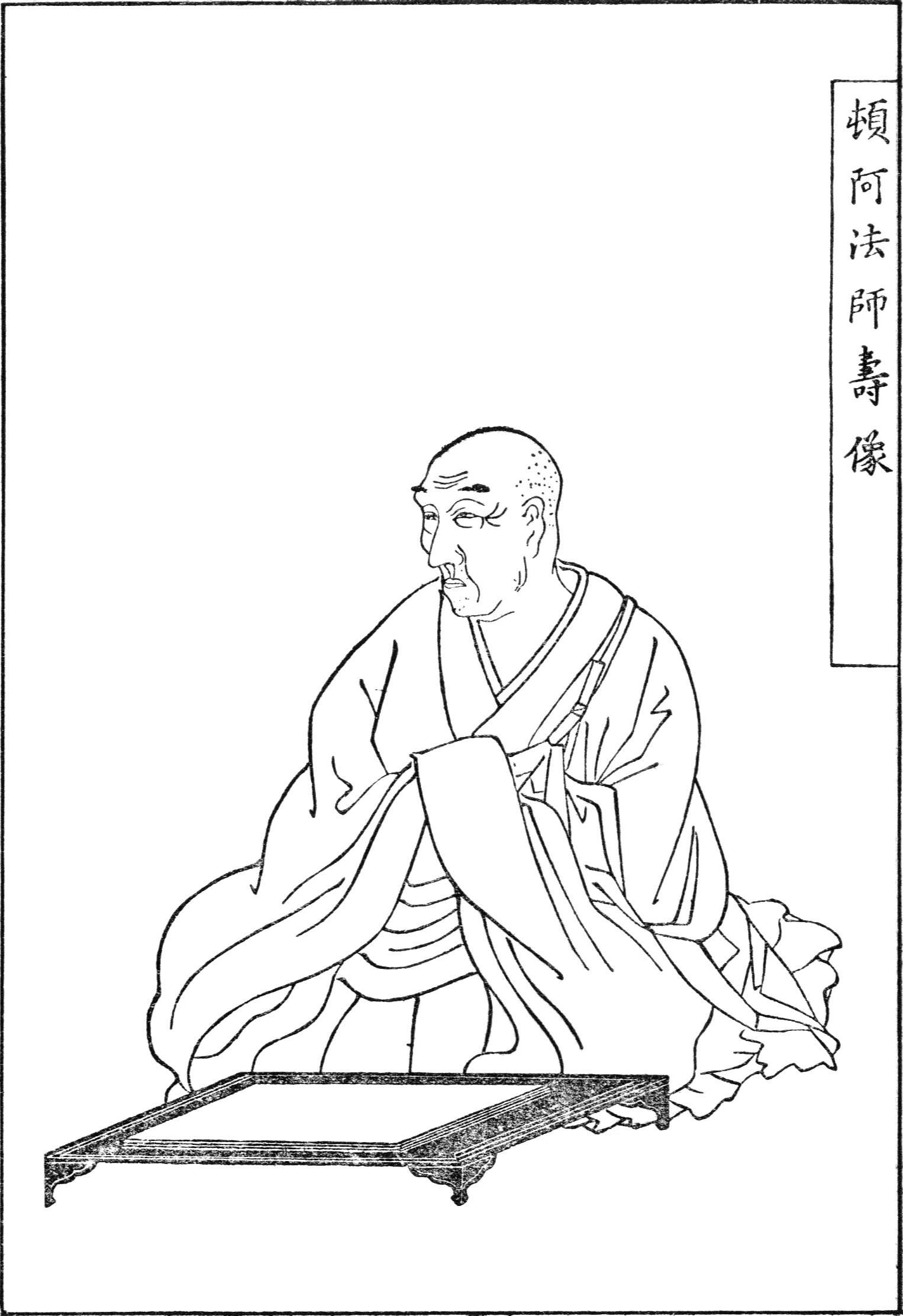
Ton'a (1289–1372)
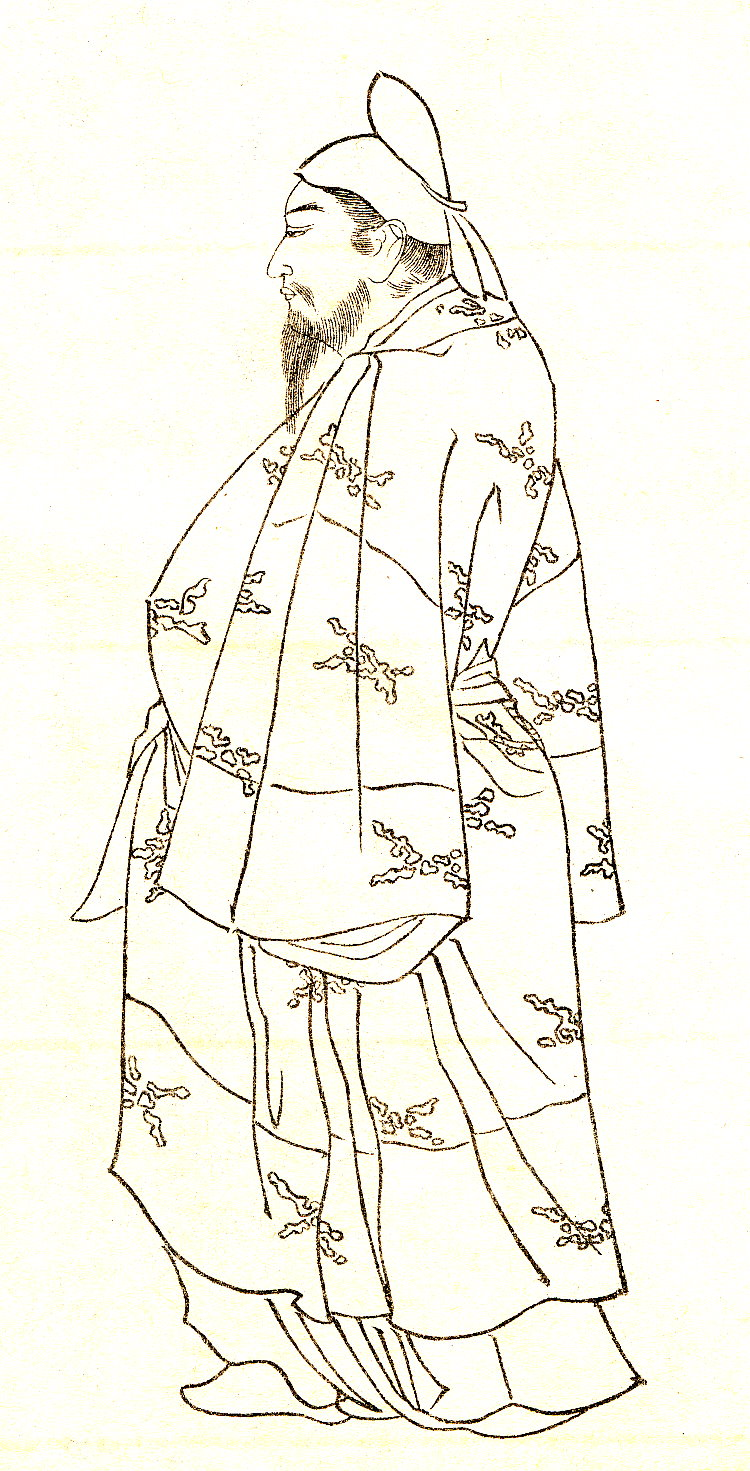
Toneri herceg (676–735)

Továbbá:
- Tacsibana no Moroe (684–757)
- Tacsibana no Nariszue (13. század)
- Takahasi no Musimaro (8. század)
- Takajama Szózei (?–1455)
- Takecsi no Kurohito (7–8. század)
- Takeda Rintaró (1904-1946)
- Tóin Kinkata (1291–1360)

## U

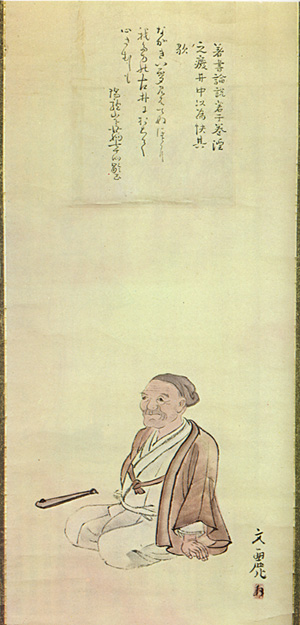
Ueda Akinari (1734–1809)
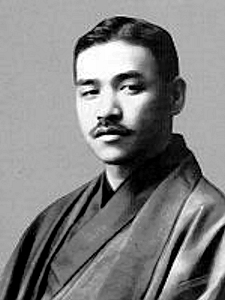
Ueda Bin (1874–1916)

## Z

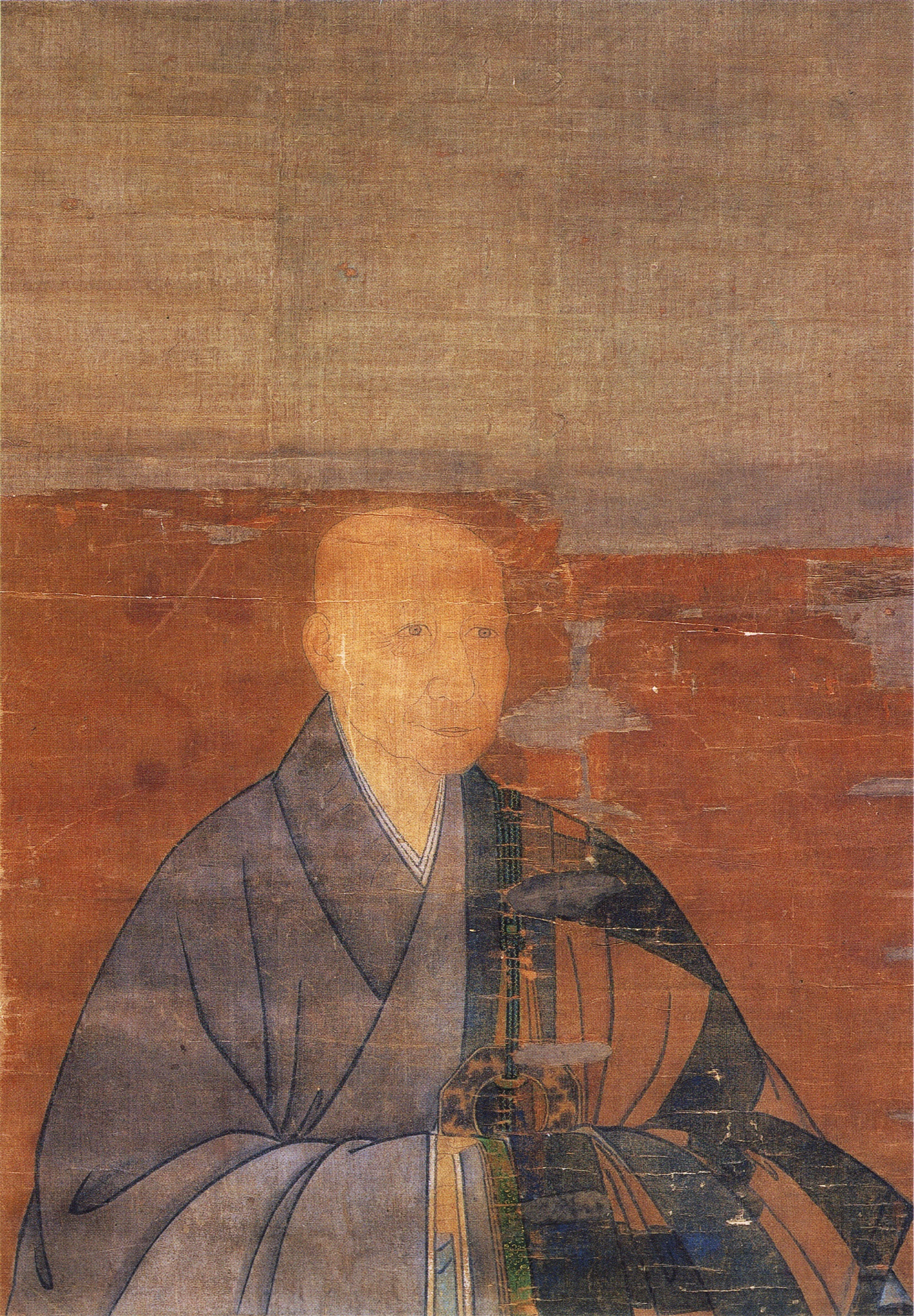
Zekkai Csúsin (1336–1405)

Továbbá:
- Zeami (1363–1443)